# تاريخ الدعوة الوهابية

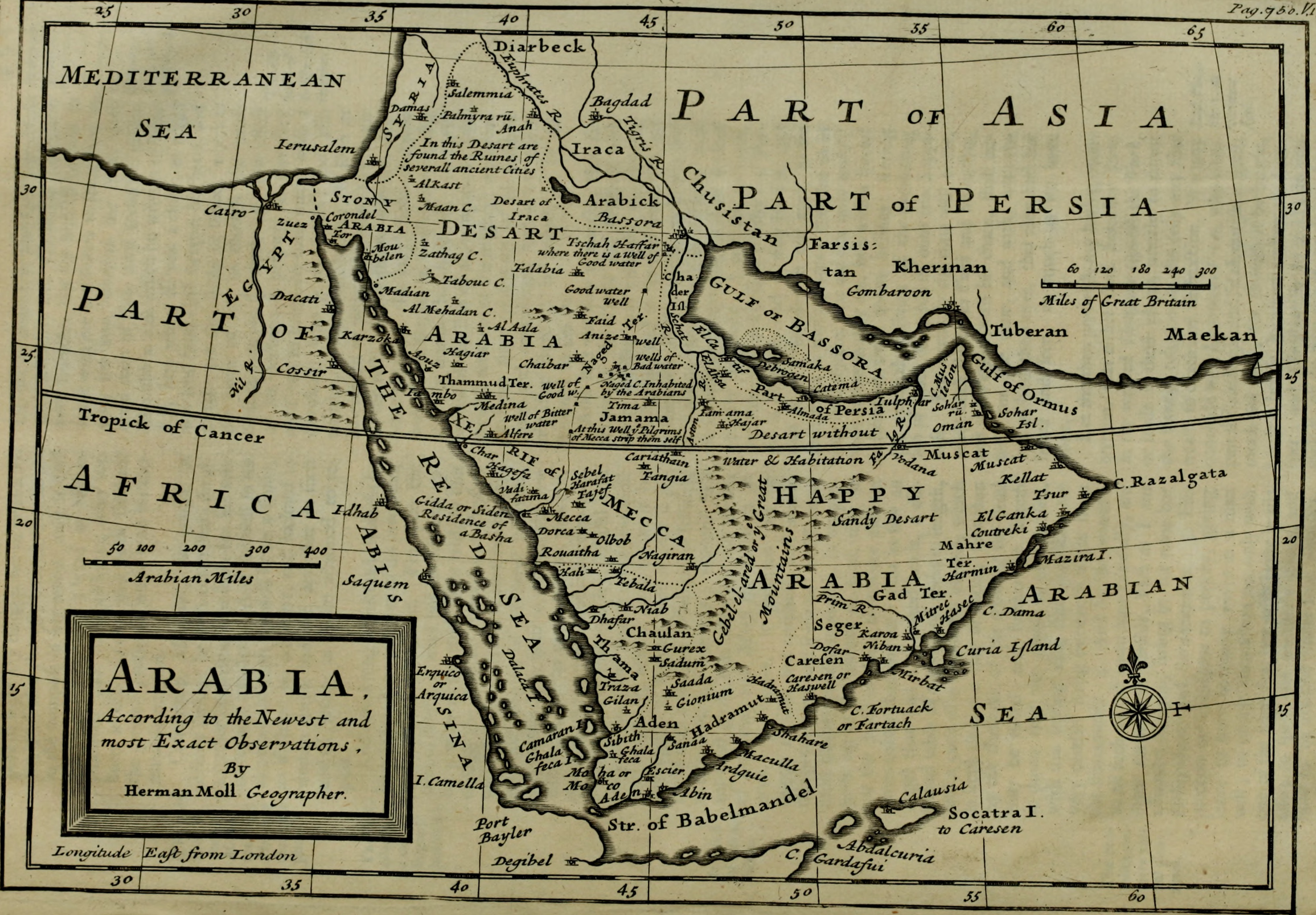
خريطة من القرن الثامن عشر شبه الجزيرة العربية نحو أربعينيات القرن الثامن عشر

الدعوة النجدية أو الدعوة الوهابية أو دعوة محمد بن عبد الوهاب، والتي عُرفت لاحقًا في بعض المصادر بالوهابية، هي حركة إصلاحية دينية نشأت في نجد مطلع القرن الثامن عشر الميلادي، تتسم بطابع سلفي وتجديدي، وقد أطلق أتباعها على أنفسهم اسم الموحدون (Muwahhidun).
أسس هذه الدعوة الشيخ محمد بن عبد الوهاب (1703–1792م / 1115–1206هـ)، وكان فقيهًا نجديًا شابًا دعا إلى تجديد العقيدة الإسلامية، ونبذ ما اعتبره من مظاهر الشرك والبدع، خاصة ما تعلق بـالتوسل بالأولياء وزيارة القبور والاستغاثة بغير الله، مع التشديد على مفهوم توحيد الألوهية. وقد قامت دعوته على الالتزام بـالقرآن والحديث، وإحياء الاجتهاد كأداة لتجاوز الجمود التقليدي. 
وفي إطارٍ تحالفي قبلي-ديني، عقد محمد بن عبد الوهاب مع الأمير محمد بن سعود، زعيم الدرعية، تُعطي للدعوة بعدًا سياسيًا ممتدًا، حيث نصّت على أن يكون لآل سعود الحماية، ولآل عبد الوهاب الهداية، وأن يترتب على هذا التحالف "الملك والتمكين في الأرض"، كما ورد في عبارات نصّية تُؤسّس لفكرة الدولة الدينية ذات الشرعية التوحيدية. 
تميزت هذه الحركة ببعدها المناطقي المرتبط بـنجد، وبخطابها الديني الصارم الذي يعيد رسم العلاقة بين الدين والسياسة على أساس الإمارة المتدينة، التي تجعل من الشريعة مصدرًا وحيدًا للتشريع، ومن الإمامة وظيفة شرعية، لا مجرد زعامة قبلية. كما وظّفت الدعوة مصطلحات ذات جذر قرآني وفقهي متين، مثل: "التمكين"، "الجهاد"، "التوحيد"، و"البراءة من الشرك".
في القرنين الثامن عشر والتاسع عشر، قارن عدد من المؤرخين ودبلوماسيون ورحالة أوروبيين بين الدعوة النجدية (التي سُمّيت لاحقًا بالوهابية) وبين حركات اجتماعية وسياسية غربية نشأت خلال عصر الثورات. فقد شبّه بعضهم هذه الحركة بحركات الإصلاح الديني البروتستانتي، واعتبروها ثورة عربية أصيلة ضد الهيمنة العثمانية وضد ما اعتبروه انحرافات صوفية.
وصف جون لودفيغ بوركهارت، المستشرق السويسري ومؤلف كتابيّ Travels in Arabia (سنة 1829) وNotes on the Bedouins and Wahábys (سنة 1830)، أتباع الموحدين بأنهم أهل نجد من العرب المحليين الذين قاوموا "التكتيكات النابليونية" للهيمنة العثمانية، وسعوا إلى استرداد الاستقلال الديني والسياسي لجزيرة العرب.
أما لوي ألكسندر كورانسز في كتابه Histoire des Wahabis فقد قدّم الحركة بوصفها ثورة آسيوية تستهدف إحياء الحضارة العربية، من خلال إنشاء نظام جديد في جزيرة العرب، وتطهير المعتقدات من الخرافات والشركيات، التي تسلّلت عبر الغلو الصوفي والاختراقات التركية والأجنبية.
كما أرجع المؤرخ الإسكتلندي مارك نابيير نجاحات الثورة النجدية إلى "تدخلات متكررة من العناية الإلهية"، في إشارة إلى ما اعتبره توفيقًا إلهيًا في دعم مسار الدعوة وانتشارها. 
لعبت الدولة السعودية الأولى (1744–1818م) دورًا محوريًا في ترسيخ الدعوة النجدية وتحويلها من حركة إصلاح ديني محلية إلى مشروع سياسي-اجتماعي واسع. فمنذ ميثاق الدرعية، تأسس تحالف قائم على العقيدة والسيف، حيث تولّت الدولة حماية الدعوة، وتكفّل العلماء بنشر مبادئها بين القبائل. وقد أسهم هذا التحالف في إعادة تنظيم البنية القبلية في نجد، من خلال دمج الولاء الديني بالولاء السياسي، وربط الزعامة القبلية بمفاهيم الطاعة والجماعة، بدلًا من العصبية المجردة. كما ساعدت الحملات العسكرية التي قادها آل سعود على إخضاع المناطق المتفرقة في نجد ثم توسعهم في جميع مناطق الجزيرة العربية، وتوحيدها تحت راية الدعوة، مما مهّد لنشوء مفهوم جديد للسلطة بين القبائل يرتكز على التوحيد كمصدر للشرعية.
مع توحيد المملكة العربية السعودية في القرن العشرين، انتقلت الدعوة النجدية من إطارها الدعوي المحلي إلى فضاء سياسي دولي، وأصبحت المرجعية العقائدية الأساسية للدولة السعودية الحديثة. وبذلك، تحوّلت من حركة إصلاح ديني إلى منظومة حُكم ذات قاعدة شرعية، جمعت بين السيف والعقيدة، والسلطان والبيان.
وقد مهّد هذا التأسيس السياسي إلى بسط النفوذ النجدي على مدن الإسلام الكبرى، مثل مكة والمدينة المنورة، حيث أصبحت تحت سيطرة الدولة السعودية، التي أولت تلك المدينتين مركزية دينية وجغرافية في إطار مشروعها التوحيدي.
بعد اكتشاف النفط في ضواحي موانئ الخليج العربي سنة 1939، دخلت السعودية مرحلة اقتصادية جديدة، حيث تدفقت عليها مداخيل تصدير النفط لتصل إلى مليارات الدولارات. وقد وُجّه جزء معتبر من هذه الثروات إلى دعم المؤسسات الدينية والتعليمية، وطباعة الكتب، وإنشاء الجامعات، وبناء المساجد، وتقديم المنح الدراسية، وإطلاق البرامج الإعلامية، وتوظيف العلماء والدعاة في الداخل والخارج.
هذا التوظيف الاستراتيجي للثروة النفطية منح الدعوة النجدية الوهابية "مكانة عليا متفردة" ضمن منظومة الإسلام الأممية، وجعل من مفاهيمها الفقهية والتربوية والاجتماعية مرجعًا عامًا يُستحضر في البيئات السنية حول قارات العالم. 

## النشأة
ولد محمد بن عبد الوهاب بن سليمان التميمي، الذي تُنسب إليه الدعوة النجدية، حوالي سنة 1702–1703م في بلدة العيينة، وهي واحة صغيرة تقع في منطقة نجد، وسط ما يُعرف اليوم بالمملكة العربية السعودية.
نشأ محمد بن عبد الوهاب في بيئة بدوية قبلية يغلب عليها الطابع الصحراوي والانعزال، وشهدت تلك الفترة مظاهر متزايدة من الاعتقاد الشعبي وما إعترب بن عبد الوهاب شركيات، امتزجت فيها ممارسات الجاهلية القديمة مع مؤثرات الصوفية.
وكانت هذه الممارسات قد ترسّخت في وعي القبائل بفعل غياب المرجعية الشرعية المركزية، ونتيجة الاستقلال الاجتماعي والاقتصادي النسبي الذي تمتعت به مجتمعات البادية، ما جعلها أكثر عرضة للانغماس في الطقوس المحلية والرموز الشعبية، دون محاسبة فقهية أو سياسية حازمة.
ضمن هذا السياق، جاءت دعوة محمد بن عبد الوهاب كردٍّ صارم على هذه الانحرافات، وكمحاولة لتأسيس وعي توحيدي صارم يُعيد توجيه الولاء من الرموز القبلية والمحلية إلى النص الشرعي الخالص، المستمد من القرآن والسنة النبوية، ويقوم على رفض البدع ومقاومة الشرك العملي في صورته المنتشرة داخل مجتمعات نجد.
ولد محمد بن عبد الوهاب في أسرة علمية تنتمي إلى المذهب الحنبلي، وكان والده من فقهاء نجد المعروفين. وكجزء من تكوينه العلمي، ارتحل ابن عبد الوهاب في شبابه إلى عدد من الحواضر الإسلامية في الجزيرة العربية والعراق لطلب العلم. وقد زار مكة والمدينة لأداء الحج، وتتلمذ هناك على يد عدد من كبار المحدثين والفقهاء. وبعد إتمام دراسته، انتقل إلى العراق، ثم عاد إلى مسقط رأسه في العيينة سنة 1740م.
وخلال هذه الرحلات، درس ابن عبد الوهاب جملة من العلوم الدينية كالفقه، وعلم الكلام، والفلسفة، والتصوف. وقد لاحظ انتشار العديد من الطقوس والممارسات ذات الصبغة الخرافية أو الشركية في أوساط بعض الطرق الصوفية، لا سيما تلك التي تتمحور حول تعظيم الأولياء وزيارة القبور والتوسل بهم. وكان لهذه المشاهدات أثر بالغ في تشكيل موقفه النقدي تجاه ما اعتبره انحرافًا عن التوحيد الخالص، وهو ما أصبح لاحقًا جوهر دعوته.
أما المجتمع المحلي في نجد آنذاك، فكان يتسم بطابع قبلي تقليدي، تغلب عليه العصبية والانقسام الداخلي، في ظل ندرة المدارس العلمية وانحسار المراكز الفقهية المنظمة. وقد شكّل هذا الواقع بيئة خصبة لظهور دعوة إصلاحية صارمة تسعى إلى إعادة توحيد وتقنيين العقيدة وتنقية الممارسات التعبدية.
وبعد وفاة والده، بدأ ابن عبد الوهاب دعوته العلنية، مركزًا على إحياء عقيدة التوحيد، ومناهضة البدع، والدعوة إلى الرجوع إلى القرآن والسنة النبوية، وهو ما وضعه في صدام مباشر مع شيوخ القبائل وبعض الفقهاء المتأثرين بالتصوف المحلي.
عندما بدأ محمد بن عبد الوهاب دعوته الإصلاحية في مناطق نجد وسط شبه الجزيرة العربية، حيث كانت بعض الممارسات المرتبطة بتقديس الأولياء والخرافات قد ترسخت بين عامة المسلمين، قوبل في البداية بالرفض ووُصف بالـ"مبتدع". غير أن دعوته لاقت لاحقًا رواجًا متصاعدًا بين القبائل.
وإدراكًا منه لأهمية الخطاب الديني الجاذب، دعا تلاميذه إلى انتهاج أسلوب الحِجاج والإقناع في الدعوة بدلاً من اللجوء إلى القتال، سعيًا لإقناع المسلمين بمبادئ الإصلاح. وقد جاءت هذه الإصلاحات منسجمة مع القيم الاجتماعية للبيئة البدوية المحلية، حيث كانت البساطة والنفور من الترف مهيمنة، ما ساعد على قبول فكرته بين القبائل.
وفقًا للعقيدة الإسلامية، فإن صرف أي نوع من العبادة لغير الله يُعد من الشرك. وقد تمحور الخلاف بين ابن عبد الوهاب ومعارضيه حول مدى انطباق هذا الحكم على ممارسات مثل الاستغاثة بأضرحة الأولياء أو زيارة القبور بنية البركة. فأعلن أن هذه الأعمال تدخل ضمن البدع والشرك، واعتبر فاعليها زنادقة ومشركين.
واستنادًا إلى منهج ابن تيمية في التكفير بعد المحاججة، حكم ابن عبد الوهاب على هؤلاء كفار أو منافقين، وأجاز قتلهم حال أصرّوا بعد إقامة الحجة. غير أن نهجه كان يوجب التمهل: إذ يُمهل المتهم فرصة للتوبة بعد بيان الدليل الشرعي، فإن رجع قُبل منه، وإلا عُدّ مرتدًا.
وقد شدد ابن عبد الوهاب على أولوية مبدأ العذر بالجهل، وهو أن من لم تبلغه الحجة الشرعية يُعذر حتى يُعلَّم. وكان يرى أن التعليم والنقاش هو السبيل، لا التسرع في الأحكام. ولهذا السبب، كان يُفوض خصومه إلى الله، وفي مواضع كثيرة، امتنع عن قتالهم.
وقد تعرّضت أفكاره لانتقادات من العلماء، خاصة من نجد والحجاز والبصرة، الذين رأوا أنه يتجاهل التراث الإسلامي ويهدم ما اعتبروه من المعالم الشرعية والتقاليد المرعية. كما أن رفضه التقليد الفقهي وإصراره على الاجتهاد جعل منه خصمًا للمؤسسة الدينية التقليدية، والتي كان يتهمها بالتحزّب والفساد.
ورغم المعارضة، إلا أن دعوته وُجدت صدىً واسعًا بين البدو الباحثين عن نموذج ديني أبسط واكثر وضوحا، ويتّسق مع عاداتهم القائمة على الاستقلال والصرامة في التشريعات والتقاليد. وهكذا شكّلت دعوة محمد بن عبد الوهاب مزيجًا من الإصلاح الديني والانسجام القبلي، ممهّدة الطريق لتحالفه السياسي مع حكام الدرعية لاحقًا والذين عرفوا بإسم ال سعود بعد قيام الدولة السعودية الأولى بداية بتولي محمد بن سعود او بالإعلان الشفهي بميثاق الدرعية.

### معارضات مبكّرة وردود فعل
صُنّفَتْ عقيدةُ ابن عبد الوهاب، في مراحلها الأولى، من قِبَل خصومه على أنها "بدعة خارجيّة"، ووُصفت بأنها "هرطقة طائفية". بالمقابل، كان ابن عبد الوهاب يكنّ ازدراء شديدًا للنخب العثمانية والمصرية التي كان يراها متصنّعة، معتمدة على "التبغ والموسيقى وقرع الطبول"، وهي النخب التي "تتنقّل عبر الجزيرة سنويًا للحج إلى مكة". وقد سعى إلى إخضاعهم لمعتقداته أو الإطاحة بهم سياسيًا.

ورَدًّا على اتهامه بالتوسع في التكفير أو جعل الهجرة للدعوة فريضة، نفى ابن عبد الوهاب ذلك بقول صريح:
"أما الكذب والافتراء، مثل قولهم إننا نعمم التكفير، وأننا نجعل الهجرة إلينا فريضة… فكل هذا من الكذب والافتراء الذي يصدّ الناس عن دين الله ورسوله. وحيث إننا لا نكفّر من يعبد صنمًا على قبر عبد القادر أو أحمد البدوي بسبب جهله وعدم وجود من ينهاه، فكيف نكفّر من لا يشرك ولا يهاجر إلينا، ولا يكفّرنا، ولا يحاربنا؟"
بدعم من والي العيينة، عثمان بن معمر، باشَرَ ابن عبد الوهاب تنفيذ بعض إصلاحاته في العيينة، ومنها هدم ضريح الصحابي زيد بن الخطاب والذي اعتبره موطنًا للشرك، وصدور حكم رجم امرأة متزوجة بعد إقرارها بذنبها بالزنا. ومع ذلك، تضاعف المعارضة ضدّه من قبل زعيم محلي أقوى، وهو سليمان بن محمد بن غرير، الذي ضغط على عثمان بن معمر لطرده من البلدة.
انبثقت الإصلاحات في بيئة نجدية يطبعها نفوذ عثماني فوقي، وولاءات قبلية ودينية تقليدية، قابلتها الدعوة بنزع قداسة سلطة السيادة العليا والتقليدية للعثمانيين وتغليب كتب الفقه الحنبلية والحمية المحلية. وقد ترافقت مع تحوّلات سكانية بين العيينة والرياض، ما أفضى إلى انقسام قبلي بين مناصري التجديد وحُماة الوضع القائم.

## التحالف مع آل سعود

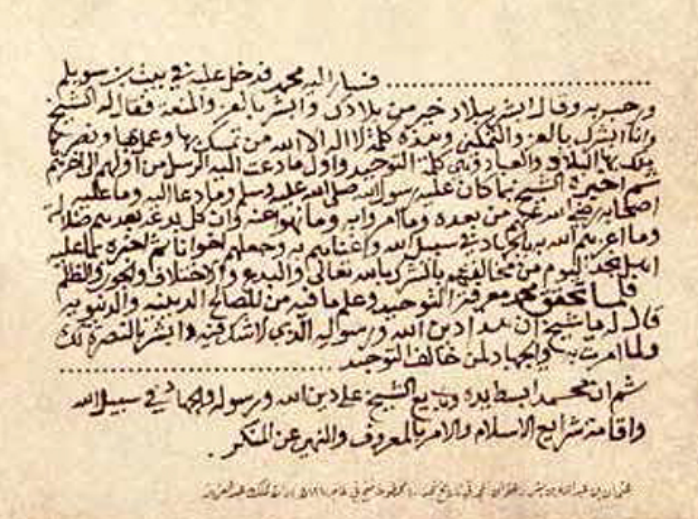
وثيقة تاريخية للقاء بين محمد بن سعود ومحمد بن عبد الوهاب

دعا محمد بن سعود، أمير الدرعية، ابن عبد الوهاب للانضمام إليه، ووقعا ميثاقًا عام 1744. نصّ التحالف على أن يحفظ ابن سعود (الزعيم القبلي والسياسي) الدعوة النجدية وينشرها، بينما يدعم ابن عبد الوهاب السلطة السياسية بـ"العزّة والتمكين". وُعد الداعمون بالدعوة بالريادة على الشعوب والأراضي. التزم ابن سعود بإلغاء الضرائب غير الشريعة مثل ضرائب المحاصيل المحلية، مقابل احتمال تعويض ما فقده من غنائم وتحصيل ضريبة شرعية أعلى. هذا التحالف بين الدعوة وبيت آل سعود استمرّ لأكثر من قرنين، رغم دورات من إنتصارات وهزائم وانهيارات مرّت بها الدولة السعودية الأولى.
تعدّد الزواج بين الأسرة الدعوية (آل الشيخ) وأل سعود على مدى السنوات، ونتيجةً لذلك، أصبح وزير الشؤون الدينية في السعودية اليوم من بني آل الشيخ، أحفاد ابن عبد الوهاب.
وفقًا لـناتان جي ديلونج باس، كان ابن عبد الوهاب متوازنًا في دعوته، مفضّلًا الخطاب والإقناع على القتال. ترك السلطة التنفيذية والعسكرية لابن سعود، بينما ركّز هو على التعليم والعدالة الشرعية، وحدّد أن إعلان الجهاد يجب أن يصدر عن الإمام الديني عند توفر شروطه الشرعية. وبالتالي، كُوّن نظام داعميّ سياسيًا وعقائديًا، ووفّر بديلًا تدريجيًا للنظام القبلي التقليدي القائم في نجد.
أكّد أتباع محمد بن عبد الوهاب في رواياتهم التاريخية أن الدعوة السلفية النجدية لم تبدأ بالأعمال العسكرية، بل اعتبروا أنفسهم ضحايا لـعدوانية مسبقة مارستها القوى التقليدية، متهمين خصومهم بأنهم أول من باشروا بإطلاق أحكام التكفير والتفسيق، وبالتالي كانوا المبادرين في الصراع. وقد شكّلت هذه الرواية جزءًا من البنية النفسية الدفاعية والشرعية السياسية للدعوة.
ومن أبرز الوقائع التي استندت إليها هذه السردية الهجومية المبكرة، الهجوم العسكري غير المبرَّر الذي شنّه دحّام بن دواس، زعيم الرياض النافذ، على الدرعية سنة 1746م (1159هـ)، حيث استُخدم هذا الحدث كرمز تأسيسي لذاكرة "المظلومية القتالية" التي تبنّتها الحركة. ووفقًا للقاضي عبد الرحمن بن حسن آل الشيخ (1196–1285هـ / 1782–1868م)، وهو حفيد ابن عبد الوهاب وأحد أبرز منظّري الدولة السعودية الثانية، فإن دحّام كان أول من استعمل القوة ضدّ أتباع الدعوة، مُستنِدًا إلى دعمٍ لوجستيّ وعسكريّ من كبرى حواضر المنطقة.

كما وثّق المؤرخ النجدي ابن غنّام في كتابه تاريخ نجد أن ابن عبد الوهاب لم يُصدر أوامر بالقتال أو سفك الدماء، إلا بعد أن أفتى خصومه بقتله، وأعلنوا تكفيره، واعتبروا دمه مباحًا شرعًا:
"لم يأمر بسفك دم ولا بقتال أكثر أهل البدع والضلال إلا بعدما بدؤوه بالحكم عليه وعلى أتباعه بالقتل والتكفير." 
تُبرز هذه المرويات أن الدعوة النجدية تبنّت إطارًا شرعيًا دفاعيًا لتبرير الصراع، مُستخدمة دعاوى مثل "الردع المبدئي"، و"شرعية الدفاع عن العقيدة"، كما وظّفت السلطة الدينية في ضبط التوتّر الاجتماعي، وشرعنة الخيارات العسكرية ضمن محددات السياق القبلي المتقاطع مع التديّن التقليدي في نجد.
أوضح محمد بن عبد الوهاب في كتاباته ومراسلاته أن مبدأ الجهاد الذي دعا إليه كان ذا طابع دفاعي صرف، يهدف إلى حماية المجتمع الإسلامي من الاعتداءات الخارجية، مع التأكيد على أن الهدف الأسمى يتمثل في حفظ الهوية الدينية، وإعادة الاستقرار الداخلي، لا في التوسع أو الغلبة. وقد رفض أي استهداف للمدنيين غير المحاربين، وحرّم الحروب التوسعية القائمة على الطمع أو السلطة.
لكن بعد وفاة الأمير محمد بن سعود سنة 1765م، تولى ابنه عبد العزيز بن محمد بن سعود زمام السلطة في إمارة الدرعية، واتجه إلى تعزيز النفوذ السياسي والاقتصادي من خلال حملات توسعية، متجاوزًا بذلك الشروط الدينية التي وضعها ابن عبد الوهاب. وقد مثّلت هذه التحولات نقطة خلاف جوهري بين الطرفين، حيث قرر ابن عبد الوهاب سنة 1773م الانسحاب من المناصب الرسمية، وتوقّف عن منح الشرعية الدينية للتوسعات التي تبنّاها القادة الجدد لزيادة رقعة وسلطة الدولة الناشئة.
كرّس ابن عبد الوهاب بقية حياته للتعليم، وتعميق دعائم الإصلاح العقدي والسلوكي داخل المجتمع المحلي في الدرعية وما حولها، مفضّلًا الاعتزال والزهد على الانخراط في مشاريع السلطة. وقد شكّلت هذه الخطوة ما يشبه الفصل الإداري بين المؤسسة الدينية والمشروع السلطوي الذي بدأت الدولة السعودية الأولى تبنيه مع توسع إمارة الدرعية.
هذا المشهد يُجسّد بوضوح تباين الصلاحيات بين جهاز الدعوة بقيادة الشيخ محمد بن عبد الوهاب، المعني بإعادة ضبط المرجعية العقدية، والقيادة السياسية في إمارة الدرعية بقيادة أئمة آل سعود، والذين شرعوا في ترسيخ النفوذ، وضبط المجال الأمني والسيادي في نجد، من العيينة إلى الرياض، عبر توظيف شرعية الدعوة كرافعة استراتيجية ضمن مشروع حُكم سلطوي، حقق نجاحات ميدانية متسارعة في توحيد القبائل وبسط الهيبة.

## الصدام مع القوى العظمى (العثمانيين والبريطانيين)

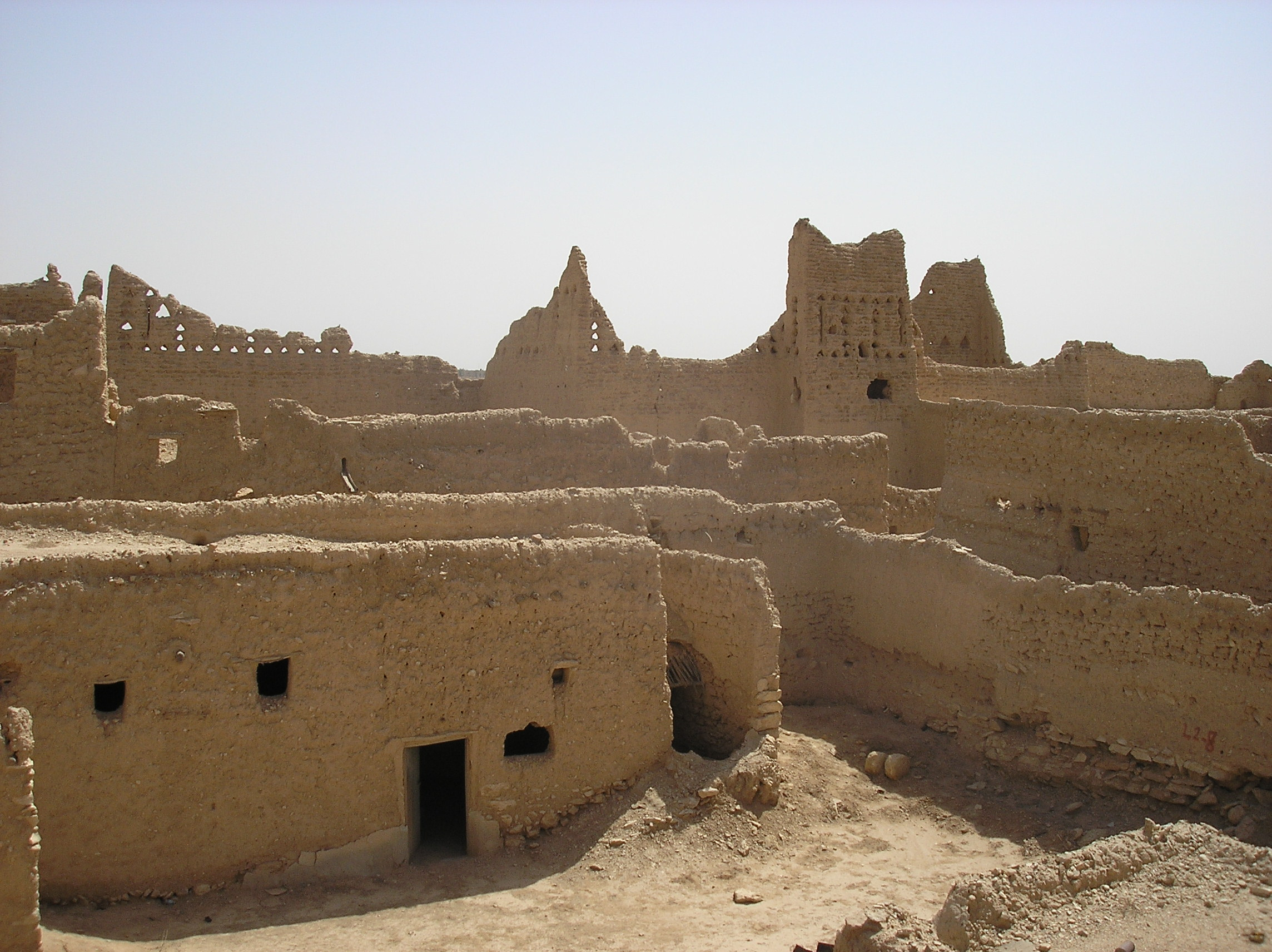
أنقاض الدرعية، عاصمة الدولة السعودية الأولى

بعد وفاة الشيخ المؤسس، واصل الأمير عبد العزيز بن محمد بن سعود مشروع التوسّع السعودي خارج حدود نجد، معتمدًا على معادلة القوة التي جمعت بين الشرعية الدينية ورأس المال الحربي. وبحلول مطلع القرن التاسع عشر، تمدّد النفوذ السعودي ليشمل مكة والمدينة، مستفيدًا من السيطرة على طرق الحج وما يدرّه ذلك من موارد مالية ورمزية.
ورفعت القيادة السياسية في إمارة الدرعية مستوى الصراع إلى جهاد الطلب، مستندة إلى فتاوى ابن تيمية التي تُجيز خلع الأنظمة الإسلامية التي لا تطبّق الشريعة بالقوة. استُحضرت هذه الفتاوى لتسويغ الحملات العسكرية ضد شرافة مكة وضد مراكز النفوذ الشيعي مثل كربلاء سنة 1802، حيث سجّلت المصادر الوهابية وقوع قتلى ونهب واسع للغنائم.
في هذه المرحلة، لعب رأس المال الحربي النجدي دورًا حاسمًا:
- القوة المالية: جباية الزكاة وأموال الحج، إضافة إلى الغنائم، موّلت التجنيد وتطوير ترسانة الأسلحة النارية والفرسان.
- الأداة الإدارية: مركزية القرار في قصر الحكم بالدرعية، وتكليف ولاة قبليين موالين بضبط المدن عبر نظام البيعة والإتاوة.
- الدعاية الدينية: شبكة من الدعاة يرافقون الجيوش لتأطير القتال بصفته «تحريرًا توحيديًّا».

توسّعت الدولة لتسيطر على مكة والمدينة عام 1805، لتتحول من كيان محلي إلى قوة إقليمية تهدد توازن القوى العثماني-البريطاني في الجزيرة. أثار ذلك القوى العثمانية-المصرية و البريطانية، بهدف كبح "التوسع الوهابي" الذي هدد مصالح الملاحة والتجارة في الخليج، وأخلّ بمعادلة الردع العثمانية في الحجاز والعراق.
منذ القرن التاسع عشر، برزت ملامح الصدام الهويّاتي بين السعودية الناشئة تحت قيادة إمارة الدرعية والنظام العثماني، باعتباره أكثر من مجرد نزاع عقدي؛ بل هو صراع بنيوي بين هويتين متنافرتين: الهوية القبلية العربية ذات النزعة التحررية، والهوية العثمانية التركية الإمبراطورية ذات الطابع المركزي.
ورغم أن راية الحرب رُفعت باسم التوحيد، فإن كثيرًا من الشعر الوهابي والمراسلات الداخلية كانت تُعبّر عن اشمئزاز اجتماعي ونفسي من السيطرة التركية، ورفض رمزي لما اعتُبر «استعلاءً عرقيًّا» تمارسه القسطنطينية تجاه سكان الجزيرة. وظهرت آنذاك نزعة عروبية تمهيدية سبقت الثورة العربية بقرنين من الزمان في خطاب الدعوة وقيادة آل سعود، تعتبر نفسها طليعة في مشروع استعادة العرب للسيادة بعد قرون من التبعية، منذ سقوط العباسيين وهيمنة العجم والترك.
سياسيًّا، اتخذ مشروع ال سعود في الدرعية بُعدًا إداريًّا في التمكين الذاتي عبر ثلاث أدوات:
- توطين القرار في مجالس الشورى الدرعية بقيادة محمد بن سعود وورثته.
- الاستغناء عن أي مرجعية خارجية، بما فيها الباب العالي والقاهرة وبغداد.
- خلق ولاء قبلي مركّب يدمج النصوص الدينية مع مكافآت القوة (الغنائم، الزكاة، الأراضي).

وقد مثّل تنظيم الدرعية أول تمرُّد ناجح تقوده قيادة عربية محلية ضد الهيمنة التركية والفارسية على المجال الإسلامي منذ القرن الحادي عشر الميلادي، وهو ما اعتبره بعض المؤرخين نواة أولى لـالقومية العربية أو على الأقل استعادة الذات القبلية في وجه الإمبراطوريات متعددة القوميات.
فقد كانت المواجهة تُقدَّم في الخُطَب بوصفها حربًا «لتحرير الموكّل العربي من ظلم المتغلب الأعجمي»، ما منح آل سعود نوعًا من الرسملة الرمزية بين القبائل العربية والبدوية مهدت لتوسيع نفوذهم في كافة ارجاء الجزيرة العربية.
في مطلع القرن التاسع عشر، دخلت الدولة السعودية الأولى في مواجهة مباشرة مع الإمبراطورية البريطانية، وذلك في سياق تصاعد الهيمنة البريطانية على السواحل الخليجية، وتزايد النفوذ السعودي عبر إمارة الدرعية في تلك المناطق.
وقد اعتبرت بريطانيا أن بعض القبائل البحرية التي أعلنت ولاءها السياسي والديني للدرعية تمثّل تهديدًا مباشرًا لمصالحها التجارية، ووصفتها بـ"القبائل القراصنة"، في محاولة لتجريم عمليات الجهاد البحري التي قادها الموحّدون ضد السفن البريطانية العسكرية والتجارية. وكانت تلك العمليات جزءًا من استراتيجية بحرية أوسع هدفت إلى ردع التغلغل البريطاني في إقليم الخليج العربي وحماية السيادة القَبَلية والشرعية الدينية على الموانئ والطرق البحرية.
اعتمدت إمارة الدرعية آنذاك على حزمة من أدوات السلطة المحلية والخارجية؛ فقد أعادت ترتيب الولاءات القَبَلية حول العقيدة السلفية، وأطلقت تعبئة جماهيرية تستند إلى مفاهيم الجهاد والدفاع عن حمى الإسلام. كما عمدت إلى تطوير الأساطيل التقليدية في الخليج وتفعيل التحالفات مع السواحل المتمردة على الحكم البريطاني، مثل سلطنة رأس الخيمة ومشيخة عمان، التي كانت بدورها ترى في النفوذ البريطاني خطرًا على هويتها السياسية والدينية.
من خلال هذا التصعيد، شكّلت الدرعية أول نموذج لتحالف ديني–عسكري عربي في مواجهة قوة استعمارية بحرية، وتقدّمت بخطابها السياسي كحركة تحرر سيادي مبكر، مستند إلى الشرعية الإسلامية ومفهوم الأمة، لا إلى منطق الضرورة الاستعمارية الذي اتكأت عليه بريطانيا. وقد كان هذا الصراع أول اختبار خارجي للسلطة السعودية الناشئة في صراع النفوذ الإقليمي.

### سقوط إمارة الدرعية

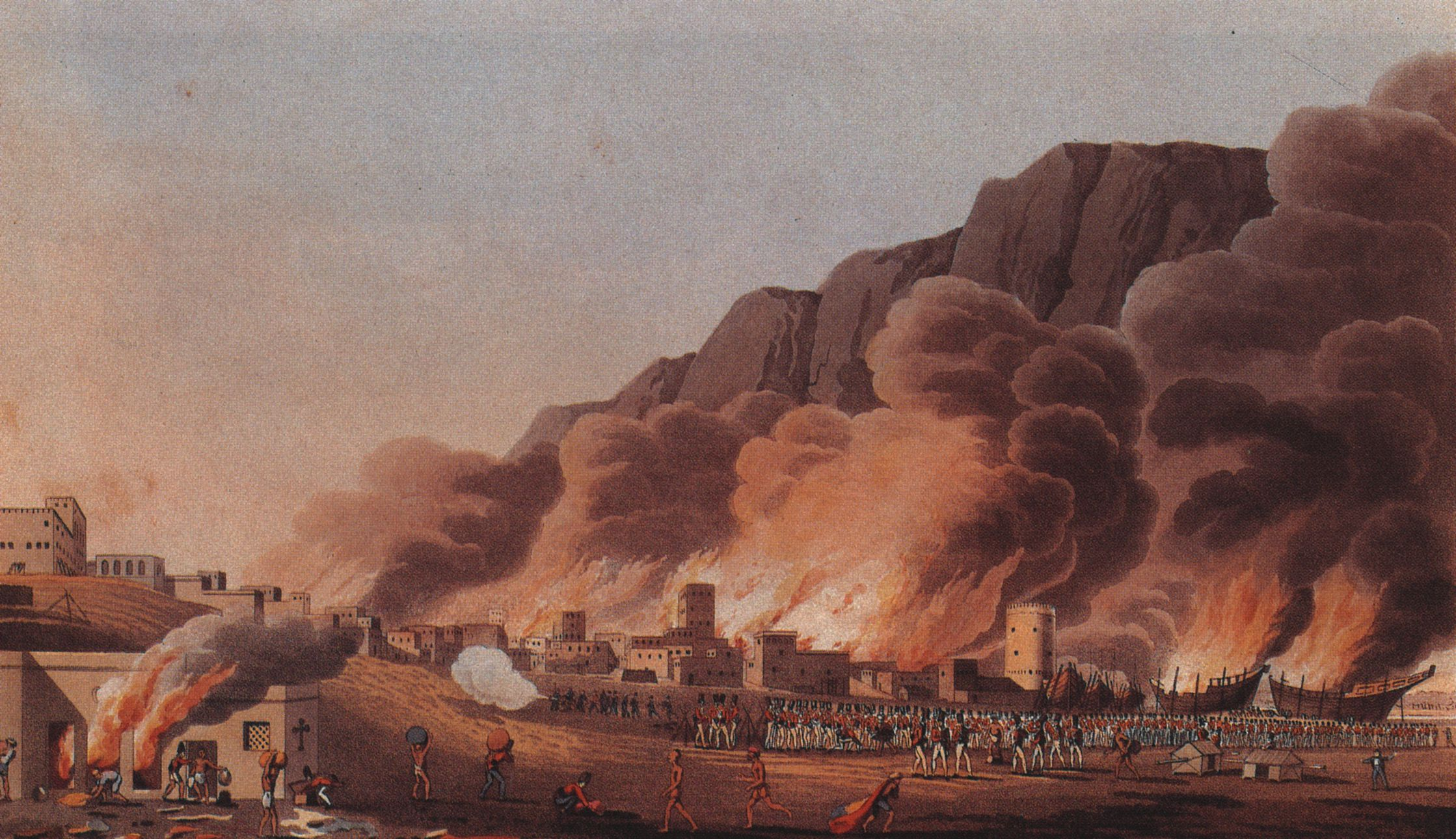
قوات بريطانية تهاجم مدينة رأس الخيمة الساحلية في ديسمبر 1809

أثّرت الدعاية المعادية للوهابية في مطلع القرن التاسع عشر المشتركة بين الدولة العثمانية والإمبراطورية البريطانية، اللتان بدأتا تنظران بعين الريبة إلى تصاعد النفوذ السياسي والديني لإمارة الدرعية، معتبرتان إياها تهديدًا مباشرًا لهيمنتهما التقليدية في شبه الجزيرة العربية. ورغم الخلافات العميقة بين محمد علي باشا والباب العالي، فقد وجدت الدولة العثمانية في الوهابيين خصمًا مشتركًا ينبغي كبحه، ففوّضت والي مصر بقيادة الحملة العسكرية على قلب المشروع السعودي الوليد.
وكان هذا التفويض بمثابة تحالف مصالح مركزية بين سلطتين متنافستين؛ هدفه احتواء تمدد الخطاب السلفي الذي غيّر معادلات الولاء في الجزيرة، وهدد مشروعية الحكم التقليدي القائم على العصبية المذهبية والطاعة العثمانية. وقد استغل محمد علي أيضًا حالة التململ داخل قواته، فدفع بهم نحو أرض نجد كمسرح لتفريغ التوتر، وفي الوقت نفسه لترسيخ سلطته كفاعل إقليمي يملك ذراعًا عسكرية خارج مصر.
مع انطلاق الحملة بقيادة ابنه إبراهيم باشا سنة 1811، بدأت مرحلة من الحروب النظامية ضد الدولة السعودية الأولى، استُخدمت فيها أدوات القوة الكاملة: الإمدادات العثمانية، التمويل المصري، البحرية البريطانية، والمدفعية الحديثة. وقد شكّلت هذه الحملة اختبارًا لقدرة إمارة الدرعية على الصمود السياسي والعسكري، خاصة مع ما تملكه من ولاءات قبلية وجغرافية متباينة، تتفاوت بين حواضر مثل الدرعية والرياض وبين أطراف بادية عُرفت بارتباطها العضوي مع الدعوة السلفية.
وبحلول سنة 1818، نجحت الحملة في تدمير عاصمة الدولة السعودية، مدينة الدرعية، وأُعدم الإمام السعودي، فيما تم تفكيك القيادة الدينية والعسكرية، نهبت بالكامل ولم يتبق من معالهما الا القليل، وبيع عدد من اهلها كسبي ورقيق، شردت أسرها ونُفي رموزها إلى الأناضول، في محاولة لإجهاض مشروع الوهابيين برمّته. لكن هذا الاجتثاث العنيف لم يُنهِ الفكرة؛ فقد بقيت شبكات الدعوة حاضرة في الذاكرة النجدية، وحوّلت الفقد إلى سردية مقاومة أشد، لتستأنف لاحقًا صعودها من جديد ضمن شروط استراتيجية أخرى، مدفوعة بإرث السلطة والمعنى والثأر.

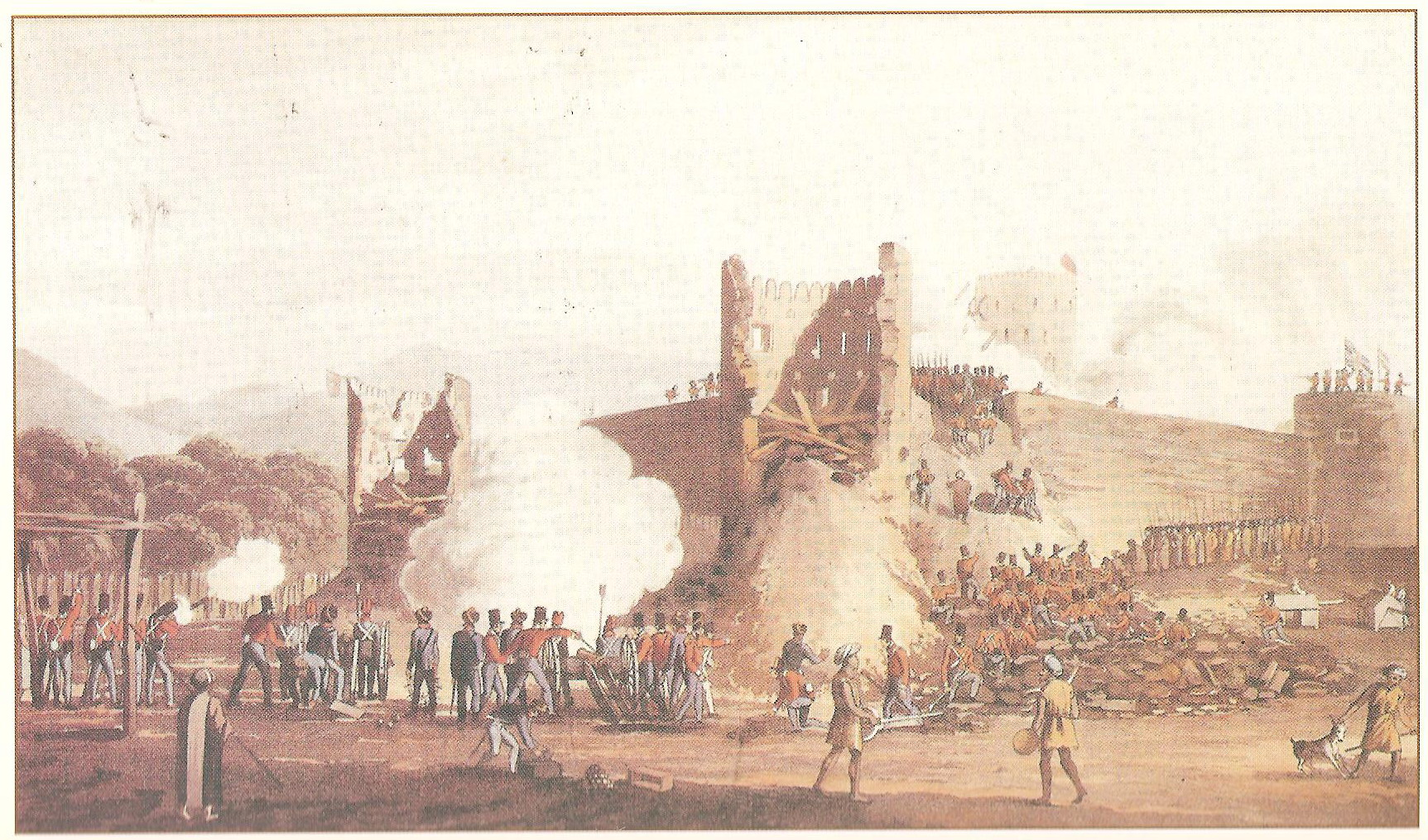
سقوط رأس الخيمة بيد القوات البريطانية خلال حملة الخليج الفارسي سنة 1819

رحبت الإمبراطورية البريطانية بسيطرة إبراهيم باشا على الدرعية، إذ كانت تتناغم مع أهدافها الاستراتيجية الرامية إلى تأمين طرق التجارة وتعزيز الهيمنة البحرية في المنطقة. وفي هذا السياق، أرسلت السلطات البريطانية في الهند الكابتن جورج فورستر سادليير من بومباي إلى قلب نجد، حيث أجرى مباحثات مع القائد المصري داخل أراضي الدرعية.
وقد فتح سقوط إمارة الدرعية المجال أمام بريطانيا لإطلاق واحدة من أكبر عملياتها البحرية في الخليج العربي، وهي حملة الخليج الفارسي سنة 1819، والتي استهدفت تدمير النفوذ البحري لقبائل القواسم المتحالفة مع المشروع الدرعي-السعودي. وفي هذه الحملة، تم سحق إمارة رأس الخيمة سنة 1819، وتفكيك بنيتها السياسية والعسكرية.
أعقب ذلك توقيع المعاهدة البحرية العامة سنة 1820 مع عدد من الزعامات المحلية الخليجية، التي تحوّلت تدريجياً إلى كيانات في الحماية البريطانية فيما عُرف لاحقًا باسم إمارات الساحل المتصالح، مما رسّخ حقبة من السيطرة البريطانية المباشرة على مجمل معابر الخليج ونقاط القوة التجارية فيه.

## الدولة السعودية الثانية (1824–1891)

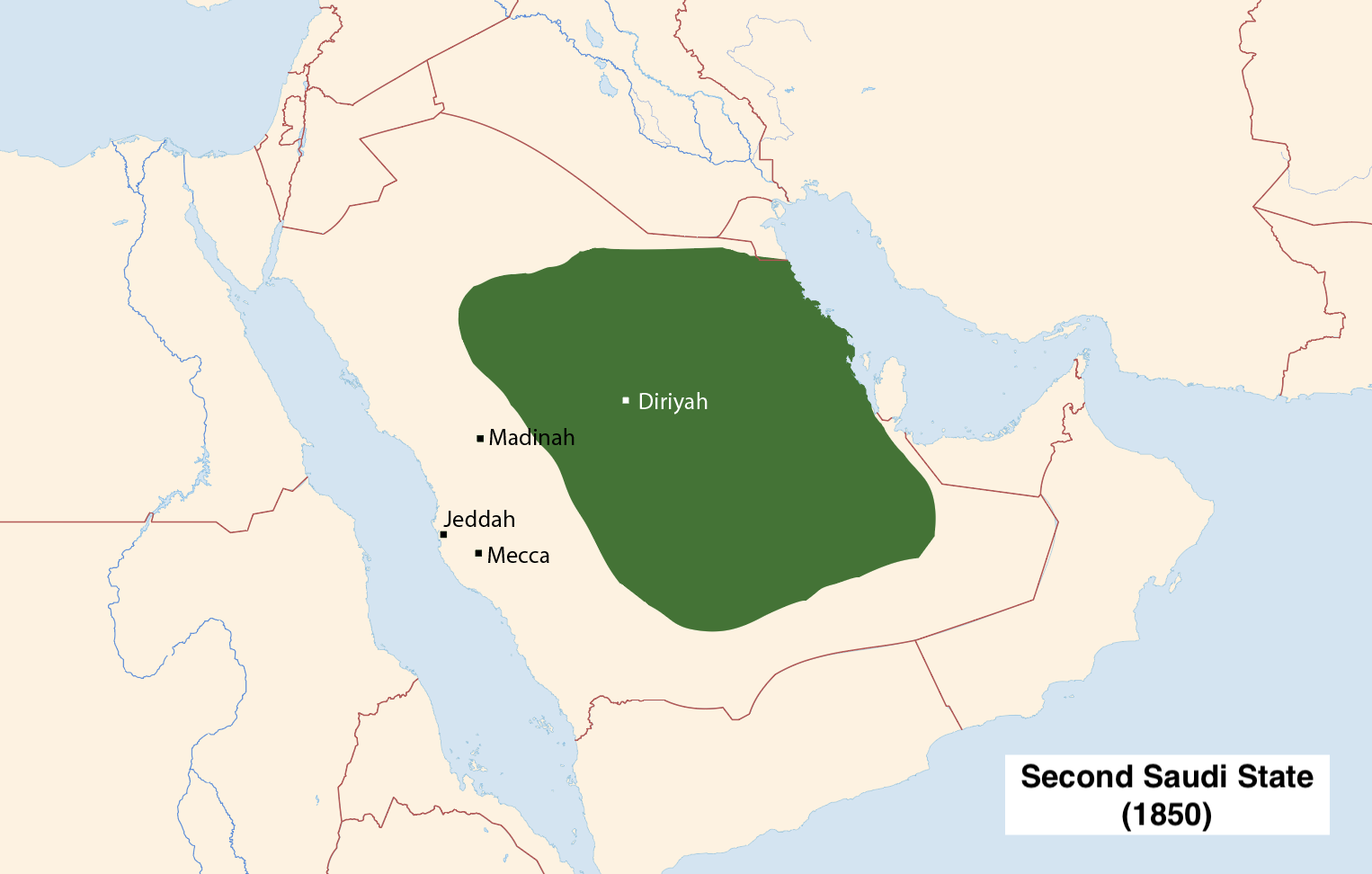
الدولة السعودية الثانية في سنة 1850

بعد سقوط الدرعية على يد قوات إبراهيم باشا، تأسست إمارة نجد سنة 1824 كدولة سعودية ثانية أقل مساحةً ونفوذًا، حيث استقر آل سعود مجددًا في وسط نجد. وقد ساهمت طبيعة المنطقة الجغرافية المعزولة، وضعف البنية التحتية للاتصال والنقل في تلك الحقبة، في حماية الحاضنة الوهابية من التوغلات العثمانية والمصرية اللاحقة.
وبحلول ثمانينات القرن التاسع عشر، كانت الوهابية قد أضحت النسيج العقدي السائد في مدن نجد، وإنْ بقي التأثير متفاوتًا بين الحواضر والقبائل البدوية.
على خلاف الجيل الأول من الدعاة كـ محمد بن عبد الوهاب ونجله عبد الله بن محمد آل الشيخ الذين اعتمدوا نهج التعليم والمناظرة، تحوّل خطاب الحركة في هذا العهد إلى طابع أكثر عسكرة، نتيجة الضغوط السياسية وغياب المرجعيات العلمية الكفؤة بعد وفاة المؤسس سنة 1792. وبدأ الفكر الموحّدي يتبنّى أطروحات ابن تيمية بصورة موسّعة، ومن أبرزها عقيدة الولاء والبراء التي قسّمت العالم إلى "مؤمنين" و"مشركين"، وكانت غائبة تقريبًا في أدبيات القرن الثامن عشر.
وقد شكّل هذا الانغلاق تشددًا في العلاقات الخارجية: إذ منع السفر إلى ديار الدولة العثمانية، وقُنّن التواصل مع "أهل البدع"، بل عُدّ مصادقتهم أو القبول بعباداتهم نوعًا من الكفر. وكان لهذا أثر في تعميق الهوية الانفصالية داخل نجد، وصعود روح قومية عربية محلية في مقابل الهيمنة العثمانية ذات الطابع التركي.
مع أواخر القرن التاسع عشر، بدأ خطاب الموحّدين يتغير تدريجياً نحو مزيد من الانفتاح، إذ وجد الوهابيون قواسم فكرية مشتركة مع حركات تجديدية في العالم الإسلامي، مثل أهل الحديث في شبه القارة الهندية، وبعض رموز النهضة الإسلامية في المشرق العربي، ومنهم محمود شكري الألوسي في بغداد.
وقد لعب هذا التوسّع الفكري دورًا في إعادة تشكيل الانتماء الوهابي من عقيدة محلية إلى تيار أوسع نطاقًا في العالم الإسلامي، يمزج بين المرجعية الدينية والهوية العربية المتطلعة لاستعادة السيادة على المجال الإسلامي، بعيدًا عن هيمنة القوى غير العربية.
في منتصف القرن التاسع عشر، ومع انحسار السيطرة الإدارية والفكرية للدولة السعودية الثانية، بدأت بعض القبائل النائية في وسط الجزيرة العربية تعود إلى ممارسات غارقة في الخرافة والعقائد الشعبية التي كانت الدعوة السلفية قد اجتثتها سابقًا في عهد إمارة الدرعية. وقد لاحظ لويس بيلي، وهو ضابط بريطاني برتبة فريق، خلال زيارته الرسمية إلى وسط الجزيرة سنة 1865، أن أغلب قبائل المنطقة تفتقر إلى أبسط معارف العقيدة الإسلامية، وتنخرط في ممارسات أقرب إلى تقديس الطبيعة منها إلى التوحيد، مما يشير إلى تراجع أثر الإصلاح العقدي وضعف الضبط المؤسسي للدعوة في تلك المرحلة.
وفي السياق ذاته، سجّل الرحالة الفنلندي جورج أوغست والين، في مذكراته سنة 1848، ملاحظات مماثلة عن حالة الانقطاع الديني في شمال الجزيرة. فقد أشار إلى أن معظم القبائل التي لم تخضع سابقًا لهيمنة الدعوة الموحدية في عصر الدولة السعودية الأولى كانت غارقة في الجهل بأركان الإسلام وواجباته، ولم يكن بينهم من يُحسن الصلاة أو يعي مبادئ التوحيد. بينما لاحظ، في المقابل، انضباطًا نسبيًا لدى أولئك الذين تشربوا المبادئ الوهابية خلال حقبة إمارة الدرعية.
إن هذا التراجع في الالتزام العقدي يعكس إشكالية الهشاشة التي واجهت الدولة السعودية الثانية: فغياب أدوات الضبط، والانشغال المستمر بالصراعات الداخلية وصراعات السلطة، أضعف قدرة الدولة على ممارسة القوة، وأعاد إنتاج الفراغ الذي كانت قد ملأته الدعوة الإصلاحية في القرن الثامن عشر. كما أن ضعف "المأسسة الدعوية" بعد انهيار الدرعية أدى إلى انفصال تدريجي بين القيادة السياسية والحقل الديني، مما جعل بعض القبائل في نجد وشبه الجزيرة العربية تعيد تعريف هويتها العقدية في إطار ممارسات ما قبل الدعوة، وهو ما عُدّ تراجعًا مقلقًا في مشروع بناء الدولة على أسس توحيدية صلبة.
وقد شكّلت هذه الظواهر لاحقًا مبررًا لإعادة تجديد الدعوة الدينية في القرن العشرين، ضمن المعادلة الجديدة للدولة السعودية الثالثة، حيث تم دمج المؤسستين الدينية والسياسية في بنية سلطوية واحدة، عبر أدوات تنظيمية جديدة، وقنوات أكثر مركزية، لتثبيت "المرجعية الدينية الرسمية" بوصفها ركيزة من ركائز الهيبة السيادية للدولة السعودية.

## الوهابية التقليدية (القرن التاسع عشر)
رغم أن الحركة الوهابية تشاركت في بنيتها العقائدية مع التيارات السلفية الأخرى أو ما يُعرف بالبدايات السلفية فإنها انفردت لاحقًا بعدد من الخصوصيات العقدية، لعل أبرزها الميل المتصاعد نحو التكفير السياسي والديني لمخالفيها، واعتبار كثير من ممارسات المسلمين شركًا، ضمن منظومة فكرية تستبطن نمطًا دوغمائيًا سلطويًا مستندًا إلى عقيدة الولاء والبراء.
يُؤرَّخ لبداية هذا التصلّب الفكري بعام 1773، حين انسحب الشيخ محمد بن عبد الوهاب من الحياة العامة، إثر خلافه مع الأمير عبد العزيز بن محمد آل سعود، نجل مؤسس أسرة الحكم محمد بن سعود آل مقرن، بسبب رغبته في توسعة الفتوحات العسكرية وتبريرها دينيًا تحت لافتة الجهاد. فبينما كانت أولوية ابن عبد الوهاب مركّزة على الإصلاح العقدي والتعليم، توسّعت الدولة السعودية الأولى تحت ستار القتال والتوسّع السلطوي، لا سيما في الفترة ما بين 1792 و1814 بعد وفاة الشيخ.
في تلك الحقبة، أصبح فقهاء الوهابية، وغالبيتهم من أحفاد الشيخ، أداة لتأطير النفوذ السعودي، من خلال تبنّي العقائد السياسية لابن تيمية، مثل جهاد الطلب والهجرة والتكفير، مما أدى إلى أحداث مروعة بالذات ضد الشيعة على اطراف والمناطق الشرقية المجاورة للجزيرة العربية، مثل غزو كربلاء سنة 1802، وتكريس نمط من التدين القتالي.
بعد تدمير إمارة الدرعية على يد العثمانيين سنة 1818، تبنّت الوهابية نمطًا حركيًا عدائيًا ضد غير الوهابيين، وتم تأطير الهجرة الجهادية كمرتكزات رئيسية لإدامة المقاومة. هذا التحوّل كان بعيدًا عن التصور الأصلي للشيخ محمد بن عبد الوهاب، الذي لم يجعل من الجهاد أو الهجرات محورًا أساسيًا، بل تبنّى فقه الجهاد النظامي بضوابطه الصارمة.
امتدت هذه المرحلة حتى ثلاثينيات القرن العشرين، فيما يُعرف تاريخيًا بـ"الوهابية الكلاسيكية"، التي رسّخت التجانس العقدي الإجباري داخل مناطق السلطة، وساهمت في بلورة هوية دينية مغلقة، تعادي الآخر، وتُقصي المخالف.
لكن هذا الخط الوهابي لم يكن موحّدًا: فقد ظهرت انقسامات داخلية بين التيار المعتدل في شمال نجد المتمثل في علماء مثل محمد بن إبراهيم بن عجلان وإبراهيم بن حمد بن جاسر وعبد الله بن علي بن عمر، وهؤلاء كانوا أكثر انفتاحًا، مقابل التيار المتشدد في جنوب نجد، مثل عبد اللطيف بن عبد الرحمن وحمد بن عتيق وسليمان بن سحمان، الذين تبنوا نهجًا صارمًا في التكفير، واعتبرهم المعتدلون تهديدًا للوحدة المسلمين.
أدى هذا الانقسام إلى سجالات عنيفة، لكن الكفة مالت للمتشددين بفعل تحالفاتهم السياسية مع الأمراء والقادة القبليين، ودورهم كـ"جهاز إسناد" للنشاط الحربي للدولة. وفي بلاد الشام، ظل الخطاب الوهابي مرفوضًا حتى ظهور حركة السلفية الحديثة في أواخر القرن التاسع عشر، نتيجة للتقاطع بين للخلاف العقدي والاعتبارات السياسية والإجتماعية.
وفي شبه القارة الهندية، رغم وجود تعاون فكري بين علماء أهل الحديث والوهابيين، إلا أن الأخيرين كانوا حريصين على نفي أي ارتباط رسمي بهم أمام سلطات الراج البريطاني، لأسباب سياسية واضحة.
كان الشيخ سليمان بن عبد الله آل الشيخ (1785–1818)، حفيد مؤسس الدعوة، أحد أبرز منظّري التيار التكفيري في الوهابية التقليدية، وقد صاغ خطابًا جديدًا في التكفير العقدي السياسي، بالتزامن مع تصاعد الحرب وسقوط عدد كبير من الضحايا بين إمارة الدرعية والدولة العثمانية خلال الحرب العثمانية السعودية. وبينما كان الشيخ محمد بن عبد الوهاب يركّز على الإصلاح العقدي عبر التعليم والدعوة، عمد سليمان إلى إعادة برمجة الإدراك الجمعي النجدي تجاه "الغزاة"، عبر إعادة قراءة تراث ابن تيمية ومحمد بن عبد الوهاب ضمن سياق المواجهة الوجودية مع العثمانيين، موسّعًا دائرة التكفير من نقد الممارسات الفردية إلى شيطنة الجماعات والمذاهب والدولة العثمانية وإيالة مصر، وتكفير المؤيدين للعثمانيين علنًا أو ضمنيًا.
استند سليمان في صياغة خطابه إلى أدوات ذات طابع تحريضي–ثنائي، رسّخ فيها مفاهيم "نحن ضد هم"، و"الحق المطلق مقابل الباطل المطلق" تجاه المعادي الديني والسياسي. كما أدخل في معادلته مفاهيم مثل الولاء والبراء والهجرة كواجب ديني للهروب من أرض الشرك المتمثلة في الدولة العثمانية، وهاجم بشدة كل من أبدى تسامحًا إدراكيًا أو وجدانيًا تجاه العثمانيين.
وبذلك نشأ نمط من الفقه الحركي الجهادي التعبوي داخل الإطار النجدي، يستبطن خصومة سياسية وعقدية ونفسية عميقة تجاه العثمانيين وجيوشهم، ويُعيد هندسة مفهوم الأمة والولاء السياسي على أسس عقدية مشحونة بعناصر الخوف من التلوّث ونقاء الجماعة. خصوصا بعد شيوع التصرفات المروعة التي أرتكبتها جيوش محمد علي باشا في الديار النجدية.
أُعدم سليمان سنة 1818 بعد سقوط إمارة الدرعية، لكن أطروحاته لم تُدفن معه. إذ ما لبث أن أُعيد إحياء هذه الأفكار التكفيرية في سياق الصراع على السلطة خلال القرن التاسع عشر، لا سيما مع قيام الدولة السعودية الثانية سنة 1824. فخلال الصراعات الداخلية في ستينيات وسبعينيات القرن، عاد تلامذة سليمان وأحفاده إلى الواجهة، يتقدّمهم عبد اللطيف بن عبد الرحمن آل الشيخ (1810–1876)، وتلميذه حمد بن عتيق (ت. 1884)، وابنه عبد الله بن عبد اللطيف آل الشيخ (ت. 1920).
انطلاقًا من التهديد العثماني على الأحساء سنة 1871، قام عبد اللطيف بإعادة توظيف فتاوى ابن تيمية وسليمان بن عبد الله حول الولاء والبراء، في محاولة لضبط الولاءات الداخلية وتحشيد المجتمع النجدي خلف الدولة. وقد استند خطابه على التحفيز الغريزي عبر استدعاء الخوف العقدي، وتفعيل الغضب الجماعي ضد "العدو الدخيل"، مما مهّد لقيام تعبئة نفسية دينية تعبّر عن نفسها بتكفير "الرافضة"، وتحريم الاختلاط بسكان الحجاز وسائر الأمصار غير النجدية.
أما عبد الله آل الشيخ، فقد ورث هذا الخط العقدي–النفسي، وظل أبرز رموز التكفير السياسي حتى وفاته عام 1920. ومع أن كثيرًا من هذه الفتاوى حملت طابع رد فعل سلطوي، فإن أصحابها استخدموها بأدوات تهدف إلى ضبط المشاعر الجمعية، وحصر الولاء في دوائر مغلقة، وتنشيط نماذج "التهديد الخارجي" و"العدو المتربص"، لتبرير احتكار القوة ومشروعية المواجهة. ولم يكن غريبًا أن بعض منظّري هذا الاتجاه بدّلوا مواقفهم وتحالفاتهم لاحقًا، رغم سوابقهم في اتهام خصومهم بالكفر والفتنة. 
برغم ما اشتهر به الشيخ عبد اللطيف آل الشيخ من صرامة في خطاباته العقدية، إلا أن مواقفه تجاه قضية التكفير أظهرت تذبذبًا واضحًا بين الحدة السياسية والاعتدال الفقهي، ما يعكس عمق الانقسام بين الانضباط المبدئي وسياقات المصالح .

ففي سياق صراعه مع خصومه الصوفيين، وعلى رأسهم الشيخ ابن جرجيس، عمد عبد اللطيف إلى تقديم نفسه كمنظّر لتيار "الوسطية المنهجية"، مدعيًا أن أهل الدعوة النجدية لا يُسرفون في التكفير، بل يشترطون له إقامة الحجة وبسط الدليل، معتبرًا أن من وقع في الشرك بجهلٍ أو بيئةٍ غير مهيئة لا يُحكم عليه بالكفر مباشرةً. قال في إحدى رسائله:
"وكان الشيخ محمد من أعظم الناس كفًّا عن إطلاق الكفر، حتى لا يجزم بتكفير الجاهل الذي يدعو غير الله من أهل القبور أو غيرهم، إذا لم يُوجد من يُقيم عليه الحجة ويبلّغه الدليل الذي بتركه يُكفر. وسُئل عن أمثال هؤلاء الجهال، فأقرّ أن من أُقيمت عليه الحجة وكان قادرًا على فهمها، فهو الذي يُكفّر بعبادة القبور." 
هذا التماهي بين الضبط الإدراكي للمكفّر ومتطلبات الدولة الدينية يعكس بنية عقلية مركّبة يتقاطع فيها التأويل للمخالفة العقدية مع منطق "إدارة الجماعة المؤمنة" وفق محددات إمارة الدرعية، وتطوراتها مع نشوء الدولة السعودية الثانية.
في الواقع، كان عبد اللطيف في مواقفه المتعددة يُجسد نمطًا من الازدواج، حيث تتبدّل الأحكام تبعًا للتهديدات الأمنية، والاصطفافات السلطوية. فمن جهة، نجده يحمي وحدة الخطاب النجدي عبر تأجيل التكفير في بعض الحالات، حماية للسلم القبلي، ومن جهة أخرى، يُجنّد فتاواه كأدوات رمزية في التعبئة السياسية ضد خصوم الدولة، سواء في الأحساء أو الحجاز ضد الدولة العثمانية وحلفائها أو في صراعات الداخل النجدي.
إن هذا التذبذب في إصدار أحكام الكفر يعكس ما يُعرف بـالمرونة الدفاعية ، حيث يضطر القائد أو المُنظِّر الديني إلى إعادة ضبط قواعد "الداخل والخارج" من الجماعة، وفقًا لمعطيات القوة، والشرعية، والمصلحة العليا للدولة.
فقد كان الهدف الأعمق من هذا التوجه هو الحفاظ على مركزية المرجعية النجدية، وإعادة تأهيل السلوك الجماعي عبر التحكم في الذاكرة العقدية للجماعة، فالتكفير هنا ليس فقط فتوى أو مبدأ، بل هو قرار مرتبط بظروف زمنية يحدّد من يحق له الانتماء، ومن يُقصى باسم الشرك أو يعذر بإسم الجهل.

## العلاقات مع علماء «أهل الحديث» في القرن التاسع عشر

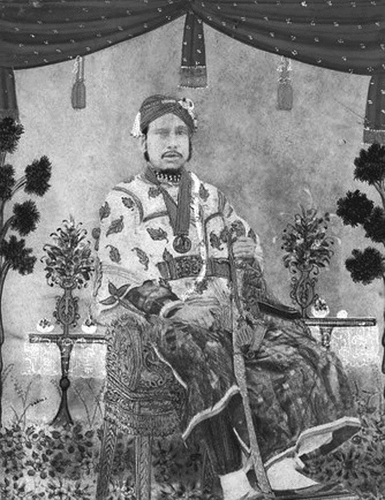
الشيخ صدِّيق حسن خان الذي استقطب طلابًا من نجد أثناء حكم الدولة السعودية الثانية، وكان من رموز التواصل الديني بين الهند ونجد

مع اتساع دائرة الهيمنة الرمزية لـ«الوهابية» في نجد، برز في شبه القارة الهندية تيار إصلاحي حمل راية «أهل الحديث»، سعى إلى إعادة ضبط الممارسة الدينية على النصوص، بعيدًا عن التقاليد الصوفية المنتشرة. غير أن خصومه الصوفيين ـــــ وبدعمٍ من الإدارات البريطانية الساعية إلى إدارة الخريطة الطائفية وفق منطق «فرق تسد» ـــــ ربطوا هذا التيار بالمشروع النجدي، فوُصف أتباعه بـ«الوهابيين» في سياق حرب معنوية تهدف إلى نزع الشرعية عنهم وربطهم بصورة «التهديد النجدي».
كان قادة أهل الحديث، مثل صدِّيق حسن خان (1832–1890)، يعيشون في بيئة مزدوجة الضغوط: قمعٍ رسمي بريطاني يَصِمهم بالوهابية تخوفًا من أي تحرك جهادي محتمل، ومنافسة صوفية تستثمر التهمة ذاتها لتعزيز شرعيتها الشعبية. لذا طوّر خان استراتيجية دبلوماسية-دينية عبر رسالته *«ترجمان الوهابية»*، فجاءت كنص دفاعي-هجومي: من جهة، نفى التبعية المؤسسية للمدرسة النجدية، مؤكدًا أن أهل الحديث «يعتمدون على النصِّ المنزل لا على تقليد ابن تيمية أو غيره»؛ ومن جهة أخرى، استثمر «القوة الناعمة» للجدل العلمي، فاستحضر ردود ابن عبد الوهاب نفسه لإبطال دعاوى خصومه، في ممارسة أشبه بـ«مرونة دينية» تستهدف تخفيف الضغط على أتباعه وتفكيك سردية التهديد.
في المقابل، كانت القيادة السعودية في مرحلة الدولة الثانية توظّف «العلماء الرحّل» كسفراء شرعيين لتصدير مشروعها، فاستقبلت طلابًا من مدارس خان؛ من بينهم سعد بن عتيق الذي عاد لاحقًا قاضيًا لـالرياض. هذا التبادل العلمي حمل في طيّاته وظيفة ناعمة إذ يربط المركز النجدي بشبكات سنية عابرة للحدود، ويوفر عمقًا استراتيجيًا في معادلة الصراع مع العثمانيين والبريطانيين.
شكّل وصف «الوهابية» سيفًا ذا حدَّين: تهديد إدراكي لجماعات أهل الحديث؛ إذ يُستدعى كرمز سلبي يهدد أمنهم الوجودي ويغذّي قلق الهوية. وحافزٌ تعبوي لدوائر النفوذ النجدي التي رأت في الهجوم فرصة لتعزيز تماسك جماعي يقوم على الشعور باضطهاد خارجي، الذي يزيد من تماسك الجماعة حول قيادتها الداخلية.
انتقد خان التيار النجدي لــ«إقليميته الصارمة» التي تحصر الإسلام في جغرافيا نجد، مستشهدًا بحديث «نجد قرن الشيطان» بحثا عن تعارف متبادل كوني ومكررا أن الرسالة المحمدية عالمية، لا تُختزل في معايير محلية ناشئة على ظروف معينة. لكن المفارقة أن خان تحت الضغط الإمبريالي البريطاني مارس هو الآخر براغماتية فقهية حين أنكر أي جذور وهابية أو نجدية لحركته أمام إدارة الراج، حفاظًا على هامش من الآمان لنشاطه الإصلاحي بعيدا ان يصنف كخصم لسلطة الراج أو الإستعمار البريطاني.
وسط هذه الجدليات، استمرت الثقافة النجدية في تصدير خطابها عبر قنوات التعليم والمناظرة، لترسي معادلة توازن بين الفتوى والتحالفات القبلية، في مواجهة عالم استعماري يشتبك مع النزعات الدينية بوصفها رأس مال رمزي.
في مؤلفه الموسوعي *«هداية السائل إلى أدلة المسائل»*، قدّم العالم الهندي صدِّيق حسن خان طرحًا تفصيليًا يُعيد فيه تعريف العلاقة بين السُّنّة في الهند والتيار النجدي، واصفًا الفوارق المذهبية والثقافية بأنها جوهرية لا يمكن تجاوزها بعقلية تقليدية أو اختزالية. فقد رأى خان أن مسلمي الهند ينتمون في الغالب إلى المذهب الحنفي، الذي حظي بإصلاحات عميقة على يد علماء كبار مثل شاه ولي الله الدهلوي وشاه إسماعيل؛ فيما ينتمي أتباع المدرسة النجدية إلى المذهب الحنبلي الذي اتخذ مسارًا فقهيًا أكثر حدّة في مسائل التكفير والبدعة.
في هذا السياق، قدّم خان نقدًا فكريًا لخطاب الدولة السعودية الأولى وإمارة الدرعية الدعوي، معتبراً أن النزعة النجدية محكومة بجغرافيا محدودة، ومن ثم فهي عاجزة عن احتواء الأفق الكوني للإسلام، الذي يفترض تنوعًا في الفهم لا يتحقق في نموذجٍ واحد مغلق. بل وذهب إلى أن المدرسة النجدية، بتركيزها على "الزعيم المؤسس" محمد بن عبد الوهاب، تعاني من نرجسية شكلية تُفضي إلى مركزيّة شمولية لا تتسق مع روح التوافقية والأممية الإسلامية المدنية والكوزموبوليتية.
رفض خان وصف حركته بـ«الوهابية»، مؤكدًا أن الإصلاح الذي ينادي به يتجاوز المرجعية النجدية، ويقوم على نصوص القرآن والسنة مباشرة. وقد عدّ أن إلصاق تهمة "الوهابية" بحركته نوع من العدوان الرمزي والوصم الإدراكي الذي تمارسه السلطة البريطانية بتواطؤ مع خصوم محليين، بهدف تقويض مشروعه التوحيدي في الفكر الإسلامي.
رغم أنّ مؤلفات خان «ترجمان الوهابية» و«هداية السائل» قد وجّهت نقدًا صريحًا للمدرسة النجدية، إلا أن الإدارة البريطانية في الهند تعاملت معها ككتب تحريضية تهدّد الأمن الإداري داخل المؤسسة العسكرية، خاصة بعد أن اتُهمت بأنها تُغذّي روح التمرّد والانشقاق داخل الجنود المسلمين في الجيش البريطاني الهندي. فكان قرار الحظر والمنع صريحًا، في إطار استراتيجية الاستعمار المعرفي، حيث لا يُسمح للفكر الإسلامي المُستقل أن يُعبّر عن ذاته خارج مرجعيات السلطة الحاكمة.
اتسم موقف خان بقدرٍ عالٍ من الوعي الذاتي؛ حيث لم يقع في فخ الاستعداء الثوري ولا الانسحاق التبريري. بل مارس مرونة فكرية، تنطلق من تحديد الذات قبل الدفاع عنها. وقد عبّر في نصوصه عن أزمة الهوية الثقافية للمسلم المعاصر بين ضغوط الخارج الإمبريالي ومركزيات الداخل المذهبي، محاولًا بلورة خطاب يتجاوز القيدين معًا.
في المقابل، كانت الدولة السعودية خاصة في تجلياتها الأولى تنظر لمثل هذه الانتقادات بوصفها تهديدًا لهندسة شرعيتها القائمة على الوحدة الرمزية للقيادة والعقيدة. ومن هنا كانت العلاقة مع أمثال خان تتسم بـبرود وريبة، إذ بدا المشروع النجدي أكثر انغلاقًا على ذاته ويرسم بصرامة الحدود بين الداخل والخارج في معادلة الصراع والأفكار، مستخدما آليات الترميز الحربي والشرعي في آنٍ واحد، ويؤمن بأن التفويض الإلهي قد وُهب لأرض نجد دون غيرها، بوصفها دار التوحيد الحصينة في وجه البدعة والشرك ومركز العروبة الذي لم يخدش بالتأثير التركي او الفارسي..
بالرغم من موقفه النقدي الرسمي إزاء التيار النجدي، فقد لمّح فقهاء بعثيون نجدُيون إلى تصاعد تبادل علمي مع إمارة بُوبال الإسلامية في الهند، حيث قصد عدد من طلّاب العلم النجديين بُوبال ليتلقّوا العلوم تحت إشراف نَوّاب صِدّيق حَسَن خان. من بين هذه المؤلفات التي وصلت إليه في عام 1881: «فتح المجيد» لعبد الرحمن بن حسن آل الشيخ، و«تطهير الاعتماد» لابن إسماعيل الأميري الصنعاني وغيرها. أثّر هذا اللقاء العلمي على مسار الفقه النجدي، فبعد هذه الرحلة بات علماء نجد يستلهمون المنهجية القانونية للحنبلية مثل ابن تيمية وابن قيم الجوزية، ويستندون إلى فتاويهم ومؤلفاتهم التي كانت نيّرة جديدة في الثقافة العقدية النجدي أسهمت في إعادة تشكيل عقلية الفقهاء النجديين وطرائقهم العقلية والاجتماعية بعد أن ظلت محدودة بالدائرة المحلية.
هذه التجربة دفعت الفقه النجدي لإعادة هندسة شرعية؛ فتشكل توظيف مزدوج للقوّة السلطوية والقبليّة: فمن ناحية استخدم قادة الدرعية أدوات التحكم في ترسيخ انتمائهم لهوية دينية سلطوية، ومن ناحية أخرى وظفوا القانون الفقهي المستقى من مكتبات الفكر الحنبلي المتجدد لتأسيس شرعية مؤسساتية جديدة. كانت هذه اللحظة التحوّلية فيها أثر نفسي واجتماعي؛ قادت إلى توسيع المدارك الفقهية، مع الحفاظ على السيولة السلطوية القبلية. ظهرت ملامح دبلوماسية إسلامية ناعمة، توازنت فيها الدين مع السياسة، بينما وُظّفت العلاقات العلمية مع «أهل الحديث» لتزكية مشروع توحيدي تقليدي مسلح بضمير فكري متجدّد.

## تشكيل المملكة العربية السعودية

خريطة التوسّع الإقليمي وتطور الكيانات السياسية في الدولة السعودية الثالثة * إمارة الرياض 1902–1913 * إمارة نجد والأحساء 1913–1921 * سلطنة نجد 1921–1926 * مملكة الحجاز ونجد وملحقاتها 1926–1932 * المملكة العربية السعودية 1932–الآن

شهدت الدولة السعودية الثالثة تحوّلات جذرية في هندسة السلطة، حيث استطاع الأمير ثم الإمام ثم السلطان وكان اخر ما عرف به كونه: الملك عبد العزيز بن عبد الرحمن آل سعود أن يُعيد بناء الكيان السياسي السعودي النجدي في سياق إقليمي مضطرب، مزوّداً بخبرة قبلية عميقة وفهم دقيق لمعادلات النفوذ الديني، والولاء العشائري، والسلاح كرمز للسيادة. فعبر مراحلها المختلفة، من إمارة الرياض وحتى إعلان المملكة الموحدة عام 1932، وظّف إبن سعود أدوات الواقعية السياسية لتوسع حدود سلطته وفي التعامل مع الصراعات الخارجية والداخلية.
في هذا المسار التأسيسي، لعبت الثقافة الوهابية دوراً جوهرياً في صناعة النموذج السعودي؛ إذ تم تحويل الوجدان القبلي إلى مشروع سلطوي منضبط، يتبنّى القيم السلفية بمنطق إداري حديث. وظهرت هنا معادلة "الرمز والدولة": فالعقيدة لم تكن مجرد إيمان روحي، بل لغة تنظيم اجتماعي، ونظام انضباطي يربط بين السلطة السياسية والإفتاء الديني.
وكان لهذه المرحلة أثر نفسي عميق على السكان: حيث انبثق "الهوية السعودية" من وجدان مشترك قوامه الإخلاص لسلطات الملك السياسية والتنفيذية والحربية، والانضباط لسلطة الهيئات الشرعية الدينية، والانتماء لأرض باتت تُصوّر في المخيال الجمعي كـ"دار التوحيد" و"مركز العروبة النقي". كما تم توظيف مفاهيم مثل "البيعة"، و"الولاء"، و"السمع والطاعة" كمفاتيح تربوية لتأطير السلوك العام وتشكيل الشعور الجمعي، في مقابل رفض التعدد الطائفي أو السياسي.
وفي البُعد الدبلوماسي، فإن المسار التوسعي لم يكن فقط فعلاً عسكرياً، بل مشروعا تفاوضياً مع الداخل والخارج، استطاع أن يستميل الزعامات القبلية، ويواجه القوى الخارجية كالبريطانيين ومملكة مصر والمملكة الإيطالية والولايات المتحدة بلغة المصالح والحقوق السياسية والتقوى السلطوية معاً، مؤسساً بذلك لمرحلة استقرار سياسي طويل الأمد يُعدّ اليوم من أقوى نماذج الانتقال من السلطنة القبلية إلى الدولة الحديثة المركزية في غرب آسيا والشرق الأوسط.

### ابن سعود
في مطلع القرن العشرين، شرع عبد العزيز بن عبد الرحمن آل سعود، أحد أحفاد محمد بن سعود من الجيل الخامس، في مشروع عسكري-سياسي شامل لاستعادة المركزية السعودية وتأسيس ما بات يُعرف لاحقاً بـالمملكة العربية السعودية، وذلك في سياق الانهيار التدريجي للسلطنة العثمانية وتفكك بنيتها في الجزيرة العربية.
تميّز هذا المشروع التأسيسي بدمج بين الخبرة القبلية والرمزية الدينية الوهابية، إذ استطاع ابن سعود تحويل القوة العشائرية إلى معادلة سلطوية مرنة تجمع بين السيف، والإصلاح الديني، والدهاء الإداري. وقد شكّلت إمارة الدرعية، بوصفها المركز الأول للتحالف بين السيف والعقيدة، القاعدة الثقافية والرمزية لهذا المشروع، كما أعادت إنتاج مفهوم "دار التوحيد" كمحرّك نفسي-اجتماعي لطاعة السلطان وتوحيد القبائل.
في تلك المرحلة، برزت تحالفات جديدة بين علماء الوهابية في نجد وبعض رموز التيار السلفي النهضوي في المشرق العربي، مثل جمال الدين القاسمي والجزائري وخير الدين الآلوسي، حيث اتفق الجميع على مركزية فكر ابن تيمية، وتبنّوا الدعوة إلى "التجديد عبر الاجتهاد" و"تنقية العبادات من البدع"، ما شكّل جسراً مفاهيمياً بين المشروع النجدي والمجالات الفكرية السلفية خارج الجزيرة.
وقد تلقّى هذا الخطاب النجدّي دعمًا معنويًا قويًا من رشيد رضا (ت. 1935م)، الذي أسّس مجلة المنار كمنبر إسلامي عالمي، حيث نشر مختارات من رسائل علماء الدرعية في العقيدة والسياسة، ومجّد ابن سعود واصفًا إيّاه بـ"منقذ الحرمين" و"حاكم الإسلام الصادق".
إنّ الطموح السياسي لابن سعود لم يكن مجرّد توسّع إقليمي، بل هندسة شاملة للمجتمع المحلي، استهدفت تطويع القبائل ضمن نظام سلوكي صارم، وتعزيز ما يُعرف اليوم بـ"الهوية السعودية" على أسسٍ من البيعة، والانضباط، والشعور الجماعي بـ"المركزية النجدية" باعتبارها الأصل والمثال. وقد برزت هنا أدوات مثل "الولاء المطلق" و"الاستدعاء التاريخي لمجد آل سعود"، بوصفها محركات لاشتغال السلطة وتوسيعها عبر الداخل والخارج على حدٍّ سواء.
مع تقدّم مشروع التوسع بعد 1902، تعامل ابن سعود مع الوهابية كـ«رأسمال رمزي» يُعبّئ به القبائل ويفرض به الانضباط الاجتماعي، ويُضفي على الفتوحات بعداً قدسيًّا يوحِّد السيف والفتوى في معادلة شرعية واحدة. أنشأ الملك قوّات الإخوان بوصفها جهازاً عسكرياً-عَقَديّاً يعتمد على التعبئة الدينية والإيحاء النفسي بالجهاد، ما وفّر ذراعاً ضاربة لضمّ الأحساء والحجاز، قبل حلّها عند تمرّدها سنة 1929. جرى إعادة برمجة الوجدان القبَلي عبر مدارس الكتّاب، وخُطب الجوامع، وقيم «البيعة» و«السمع والطاعة» وبناء الهجرات، لتتحوّل الهوية المحلية الإستقلالية القبلية التفردية إلى «هوية طائعة جامعة تحت المركزية السعودية» تتغذّى على شعور التفوّق العقدي و«نقاء دار التوحيد». وكذلك جرى إدماج هيئة كبار العلماء في البنية البيروقراطية الناشئة، بحيث تصدر الفتوى من داخل مؤسسات مموَّلة حكومياً، في تلازم وظيفي وإعتماد معيشي يضمن احتكار الخطاب الديني لصالح الدولة ويحرم الخصوم من شرعية بديلة. نسج ابن سعود شبكة تحالفات خارجية مع روّاد السلفية الإصلاحية في الشام ومصر، أبرزهم رشيد رضا الذي مجّد الملك باعتباره «منقذ الحرمين»، ما منح المشروع النجدي بعداً أممياً عالميا واجه كثيراً من الانتقادات في المشرق الإسلامي.
هذه العناصر الأربعة أفضت إلى «هندسة سلطة» تجمع لقوة الصلبة (السلاح القبَلي المنظَّم) والقوة الناعمة الرمزية الوهابية، وتعيد إنتاجها في صورة دولة وطنية حديثة.
أضحى خطاب رشيد رضا مداراً للحراك السلفي والنجدي السلطوي في بدايات الدولة السعودية الثالثة. فقد روّج لأيديولوجيا "استعادة الخلافة الإسلامية" عبر إعادة إنتاج نموذج الرجوع الى عصر التنوير الراشد، وادّعى أن كل انحراف تاريخي هو بدعة مضلة، مبينًا أن الإسلام الصحيح هو لمن تمسّك بهدي الأوائل. هذا التنوير السلفي دعم نهج ابن سعود، وحوّل الدعوة النجدية إلى أداة إعادة الشرعية عبر مقولات مفاهيمية كـ"الخلافة" و"الوحدة الإسلامية"، فاستعانت القيادة السعودية بلغة رشيد رضا الكوزموبوليتية لتوسيع شرعيتها.

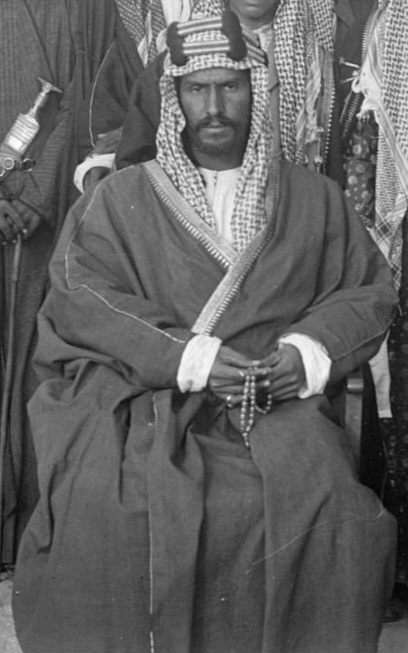
عبد العزيز بن عبد الرحمن في الكويت. كان يراسل العالم ويعرف نفسه في ذلك الوقت بإبن سعود.

في عهد الملك عبد العزيز آل سعود طغت الاعتبارات والظروف والمصالح على المثاليّات العقديّة التي تَحمّس لها بعض وعّاظ الوهابية النجديّين؛ إذ أدّى النجاح العسكري والسياسي إلى تمكين علماء الوهابية من إدارة المؤسَّسات الدينية والإشراف على مساحةٍ جغرافية واسعة، بينما صارت رؤاهم في القضايا الاجتماعية المحلية أساساً للتقنين القضائي والسياسات التعليمية في الدولة الناشئة. ومع ذلك، حين تعلّق الأمر بتوطيد النفوذ في الحجاز والأحساء، أو بناء علاقة إيجابية مع الحكومة البريطانية، أو استقدام التكنولوجيا الحديثة، أو إبرام امتياز النفط مع الولايات المتحدة، حسم الملك – بدعم من بعض العلماء وبصمت مُلزم من آخرين – الجدل لصالح مقتضيات الدولة، فتغلبت الواقعية السياسية على التشدد الفقهي. لتُغلق الباب أمام الاجتهادات الدينية والقبلية المنفلتة.
ومع اتساع رقعة الدولة، ودخول مناطق شيعية كـالأحساء (1913) والحجاز (1924–1925)، ضغطت فئات متطرفة مثل الإخوان لفرض التحوّل القسري على الشيعة واجتثاث ما رأوه «مظاهر شركيّة». غير أنّ عبد العزيز انتهج مقاربة أكثر ليناً؛ ففي الأحساء فُرضت قيود على الطقوس الشيعية لعامٍ واحد ثم رُفعت، وفي مكة وجدة فُسح هامش واسع لاستعمال التبغ والمذياع والسيارات، مع السماح للشيعة بأداء الحج رغم اعتراض بعض الدعاة المتشددين.
على صعيد الضبط الاجتماعي، برزت هيئة «الأمر بالمعروف والنهي عن المنكر» كأداة ضبطية ترسّخ قيم الطاعة وجماعية الصلاة والفصل بين الجنسين؛ وأسست الدولة لجنةً رسمية في مكة (1926) لإنفاذ تلك الأوامر.
خلال عهد ابن سعود، انزاحت الأيديولوجيا الوهابية إلى الخلف حين ارتبطت بالاعتبارات السياسة الواقعية والنفعية. فتولى "خيار العقلانية السياسية" خلال عملية بناء الدولة، ممّا مثّل مصالحة ذكية بين المرجعية الدينية والقوة السلطوية فباتت لازمة للشرعية الإدارية، ما قلب المقولة إلى "الحاكم يرسم حدود الجهاد والسلطان يدير المصالح"، واكتسب المنظور العسكري حكمة مؤسسية بدل مرجعية دينية صرفة. بعد دخول الحجاز والأحساء، انعكس هذا النهج في تدرج، فقلصت من جرعة الخطاب ضد الطوائف الأخرى، وكان من آثار ذلك الإبقاء على الطقوس الإعتمادية. انتُشِرت في المجالس وخطب الجمعة مصطلحات مثل: "البيعة" كتعبئة جماعية، و"السمع والطاعة" كقواعد انضباط سلطوي، و"دار التوحيد" كهوية جماعية. جرى بذلك تأسيس "بُورتريه سعودي" رسخه الشعور العائلي بالولاء العشائري والانتماء العاطفي والمعيشي للسلطان الملكي والحكومي. استخدمت القيادة السعودية خطاب رشيد رضا لاحتواء محيط المشرق العربي في الشام والعراق ومصر، وأقامت تحالفات منطقية بعيدة المدى ضد البريطانيين وبدون اضطراب في العلاقات النفطية. وبذلك وغيره إستطاع عبد العزيز ال سعود أن يحول أرض نجد وما حولها من قبائل متشاكسة إلى دولة مستقرة متعددة الوسائط.

### تمرّد الإخوان (1927–1930)

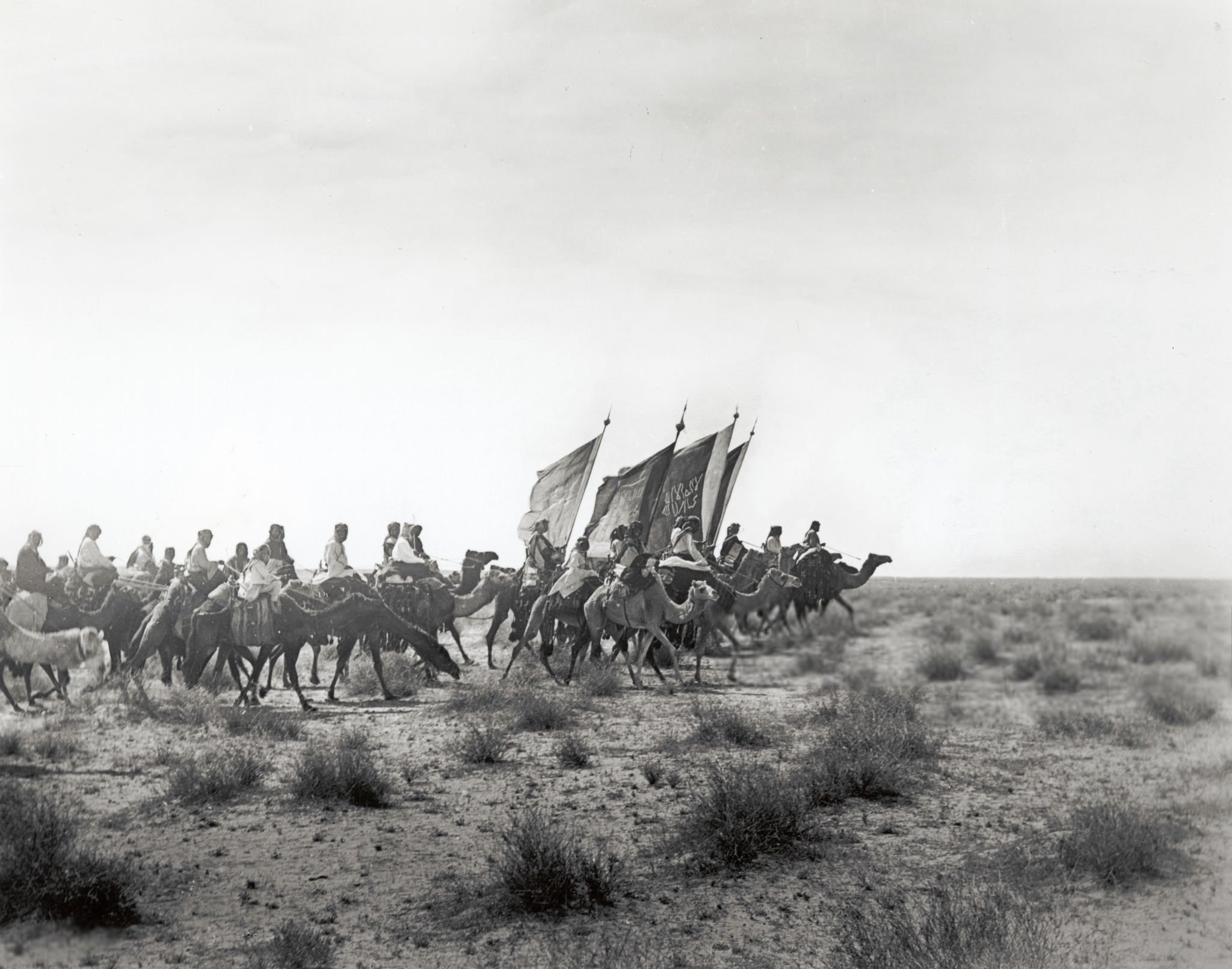
محاربين من جيش الإخوان يرفعون رايات سلطنة نجد, وذلك قبل تمردهم.

رغم أن غالبية المقاتلين النجديين من جماعة إخوان من طاع الله بايعوا الدولة السعودية الثالثة وملكها عبد العزيز آل سعود، إلا أن انفجارًا داخليًا وقع بين عامي 1927 و1930، كشف هشاشة التوافق بين "المؤسسة السلفية الرسمية" و"الحماسة البدوية المنفلتة". فقد خرجت قطاعات من الإخوان وهم بدوٌ تمّت أسلمتهم وفق الصيغة الوهابية الجهادية على سلطان عبد العزيز في ذلك الوقت، بعد أن رأوا في إدخال المخترعات مثل الهاتف والتلغراف والسيارة، وسفر ولي العهد إلى ديار الكفر (مصر)، نوعًا من التمييع الديني والانحراف عن منهج المجتمع المطهَّر من الفتنة الحضرية.
تكوَّنت "عقيدة الإخوان" من فقه غزوي متطرف، يقوم على إحياء "الغزو القبلي" كسلوك شرعي متاح بلا إذن من الإمام، وهو ما جعلهم يصطدمون بالمؤسسة الفقهية الرسمية في نجد، التي أكّدت أن الجهاد لا يُعلن إلا بإذن الإمام الشرعي. كما تصاعدت خلافاتهم مع إدارات الدولة في الحجاز والأحساء حول الضرائب، وتنظيم الرعي، وتقنين حركة القبائل، وفرض رسوم الطرق التجارية، مما فجّر "معركة الهوية": التحضر مقابل البادية، السلطة مقابل العصبية، النظام الإداري مقابل الغزو السائِب.
وبعد سلسلة من الغارات التي شنها الإخوان على مدن نجد ومناطق الحدود (من الكويت إلى جنوب العراق)، قرر عبد العزيز بتفويض من لجنة من الفقهاء خوض معركة حاسمة في السبلة عام 1929، مستخدمًا مدافع ورشاشات حديثة، وبدعم لوجستي من الحضر المتضررين من غزاوت الإخوان وبالعربات المسلحة و المتطوعين الموالين للرياض. انتصر الملك، وقُتل اغلب قادة التمرد، فيما فرّ بعض قادتها البارزين وفلولها إلى حدود الكويت، حيث سلّموا أنفسهم للبريطانيين في يناير 1930 التي سلمتهم لاحقا إلى الملك عبد العزيز.
تميّز تمرّد الإخوان بأبعاد ، تمثّلت في شعورهم بـ"الاستحقاق الأخلاقي للغزو" ورفضهم الانضواء تحت أي نظام إداري يقيّد غاراتهم أو يخضعهم للضرائب. اعتبروا أنفسهم "ورثة الصحابة في عصر الردة"، ووصموا الحضر بـ"أهل الفتنة والتمدين الفاسد". لكنّ هذه النظرة القبَلية الفقهية اصطدمت بمنهج علماء القصيم والرياض، الذين شدّدوا على أن الدولة وحدها تمتلك مفاتيح الجهاد والتكفير والشرعية.
كما اعتبر المؤرخون الوهابيون هذا التمرد لحظة "تطهير للمشروع السلفي من الانفلات الغوغائي"، وأشادوا بـ"حنكة عبد العزيز في كسر شوكة العصبية الغزوية"، وفرض سلطان الدولة على فقه الغزو.

### تأسيس المملكة العربية السعودية

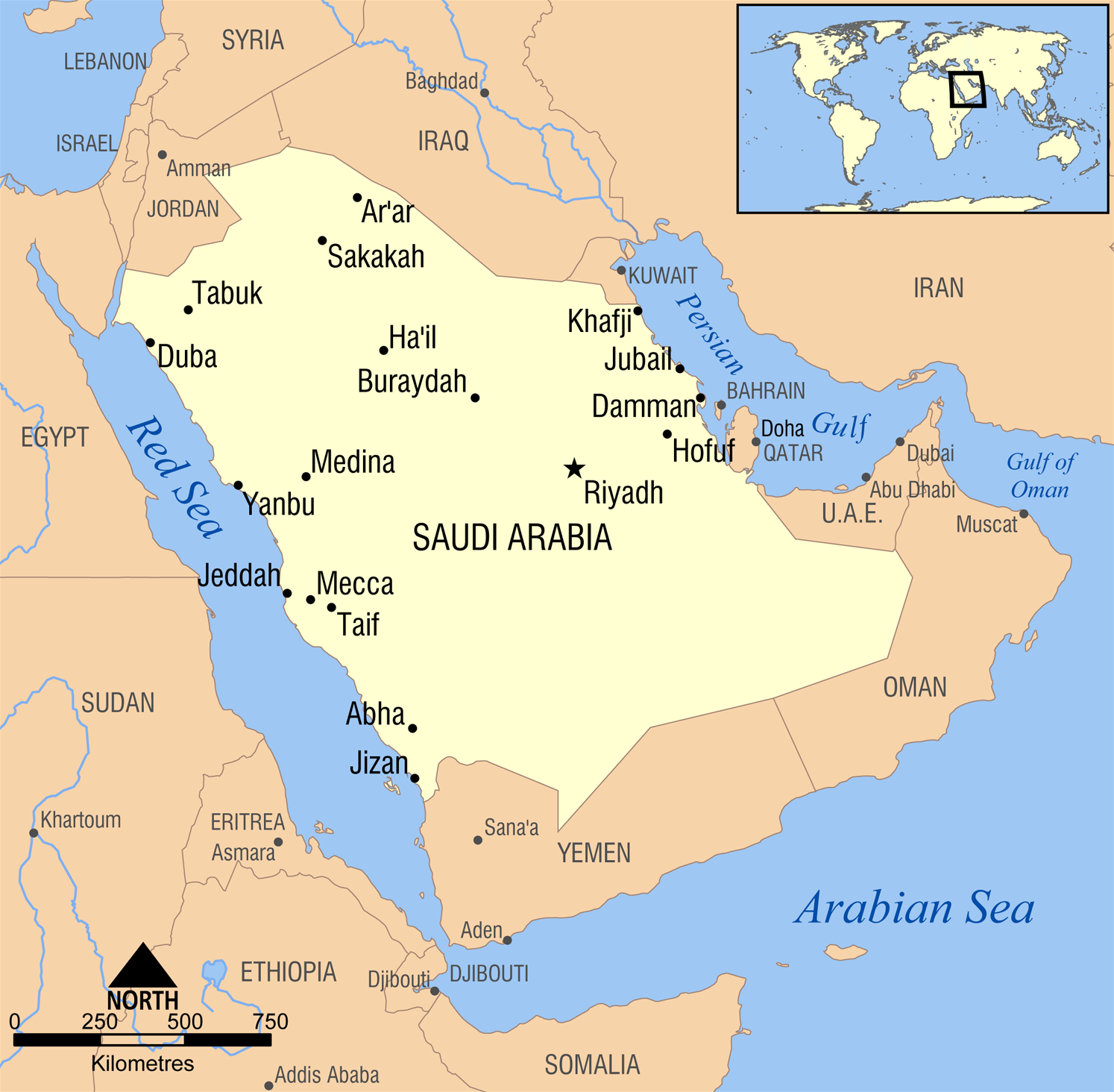
خريطة المملكة العربية السعودية الحالية التي نشأت بعد إعلان التوحيد سنة 1932.

في محاولةٍ للتخلّص من سمعة «الطائفية المتشدّدة»، دعا الملك عبد العزيز آل سعود سنة 1926 إلى مؤتمر إسلامي عالمي في مكة، حضره ممثّلو حكومات وهيئات شعبية إسلامية، ليُعيد تقديم المشروع النجدي بوصفه جزءاً من «التيار الإسلامي السائد» لا حالةً انفصالية.
وبفضل مزيجٍ محسوب من العمل العسكري والفقهي والدبلوماسي، استطاع عبد العزيز في غضون عقدٍ تقريباً أن يُخضع آخر بؤر المعارضة في الحجاز ونجد وعسير، ويُرسِّخ احتكار السلاح الشرعي بيد الدولة. وفي 18 سبتمبر 1932، وبعد اجتماع استشاري لـ«مجلس الشورى» بعد برقية من الأمير فيصل بن عبد العزيز يطلب فيها تغيير إسم ممكلة الحجاز ونجد وملحقاتها بعد إجتماع بينه وبين أهل مكة، صدر مرسوم أذاعه الأمير - آنذاك - فيصل في مكة بعنوان «ضمّ الأجزاء المكوّنة للمملكة العربية» الذي أعلن قيام المملكة العربية السعودية وهو الاسم الوطني الجامع للمدى الجغرافي والثقافي الجديد.
تميّزت سياسات عبد العزيز فمن ناحية، واصل توظيف الخطاب الوهابي لضبط المجال الاجتماعي والنفسي (البيعة، السمع والطاعة، الأمر بالمعروف)؛ ومن ناحية أخرى، أدخل الهاتف والسيارة والراديو، ووقّع امتياز النفط مع الأميركيين، متجاهلًا اعتراض بعض علماء نجد الذين خشوا «الغزو الثقافي». وقد استند الملك إلى فتوى من كبار العلماء تؤكد أن «قرار الجهاد أو السلم حصريّ للحاكم الشرعي»، ما وضع حدّاً لفقه الغزو العشائري الحرّ وكرّس مبدأ مركزة الشرعية
ومع رحيل ابن سعود عام 1953، كانت الأجهزة الدينية الرسمية قد أحكمت قبضتها على التعليم والقضاء، لكنها انخرطت في ديناميّة مواءمة مع معطيات القرن العشرين؛ ففتحت نوافذ اتصال مع العالم الإسلامي الأوسع، ورسّخت قبولاً دينيّاً خارج الجزيرة، ما عزّز «الشرعية الخارجية» للمملكة.

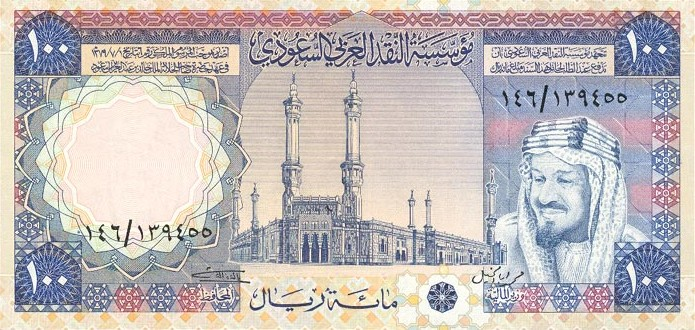
رسم الملك عبد العزيز على فئة 100 ريال عام 1976.

### إعادة تأهيل الوهابية في الفضاء السلفي

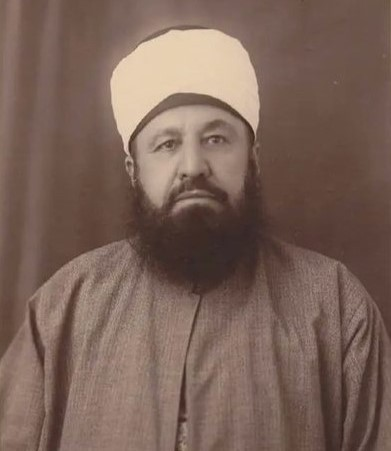
جهود الشيخ الإصلاحي محمد رشيد رضا كانت حاسمة في «إعادة تسويق» الوهابية داخل النخب العربية خلال الربع الأول من القرن العشرين

يُشير الباحث ديفيد كومينز إلى أنّ «الوهابية التقليدية» في القرن التاسع عشر تموضعت على أقصى طيف الخطاب الإسلامي، معزَّزة بنزعة تكفيرية صدامية أثارت قلق الفقهاء والصوفيّة في الجزيرة وبلاد الشام. غير أنّ تيار السلفية النهضوية في سورية والعراق ومصر المتأثر بفكر ابن تيمية والداعي إلى تحرير الاجتهادرأى فرصة لتوظيف العنصر الوهابي في مشروعه التحديثي لمواجهة «بدع التقليد والتصوّف المغالي»، فخفَّف حدّة اللغة الإقصائية وفتح باب التماهي بين الوهابية وخطاب «العودة إلى السلف».
اعتمد رشيد رضا مقاربة تدبيرية تمزج بين الواقعية السياسية والاندفاع العقدي؛ إذ قدّم الوهابية كـ«حركة إحياء» وليست فرقة خارج الإجماع، فاستبدل خطاب «الخارجية» بخطاب «السلفية الجامعة»، وبذلك أعاد صياغة الصورة الذهنية للوهابية لدى النخب العربية التي كانت مُشبَعة برمزيات العثمانية. فجعل من مفهوم الخلافة غاية سياسية، ومن التوحيد الجهادي أداة تعبوية ضد الاستعمار الأوروبي، فخلق تحالفاً نفسياً بين «التديّن الصارم» و«الوجدان القومي» العربي الرامي لمناهضة الإستعمار بشتى الطرق.
استثمر السعوديون اللحظة، فأعلن الملك عبد العزيز سنة 1929 رفضه وصف دولته بـ«الوهابية»، مفضِّلاً الانتماء إلى السلفية؛ وهي خطوة توسعية شمولية لتفكيك العزلة الذهنية وربط الشرعية النجدية بشبكة إسلامية أوسع. مع وفاة سليمان بن سحمان (1930)، تراجع الحرس القديم ذو اللهجة التكفيرية؛ وصعد جيل رضا وتلاميذه بمنهج أكثر مرونة نفسية واختلافية، فتبنّوا خطاب «السلفية الإصلاحية» بوصفه المظلّة الجامعة لكل التيارات المنادية بالتجديد. التحالف مع حركات كالإخوان المسلمين أتاح للوهابية اختراق المجال الحضري المصري والشامي، وخلق مظلة سلفية تتبنّى الخطاب النجدي ولكن بلهجة إصلاحية. وركّز على «التربية الشرعية» و«التزكية النفسية» سبيلاً لتقويم المجتمعات، ما أضفى طابعاً أكثر اتزاناً على الدعوة. وعبر مزج «الزعامة السياسية» بـ«المظلّة السلفية»، نجحت المملكة في نقل مركزيتها الرمزية من طور «وحدة الدعوة النجدية» إلى طور «الشرعية الإسلامية الأممية»؛ وهو مكسب عزَّز موقعها في النظام العربي والإسلامي.
بهذا التحوّل، انتقلت الوهابية من حالة انعزال جغرافي إلى فاعلٍ عالمي داخل سوق الأفكار السلفية، متسلّحةً بخطاب براغماتي يصوغ تحالفاً دينياً-سياسياً واسع النطاق، حافظ على جوهر «التوحيد» لكن بجرعة اختلافية تسمح بالاشتباك مع العصر وسياقاته المتغيرة.

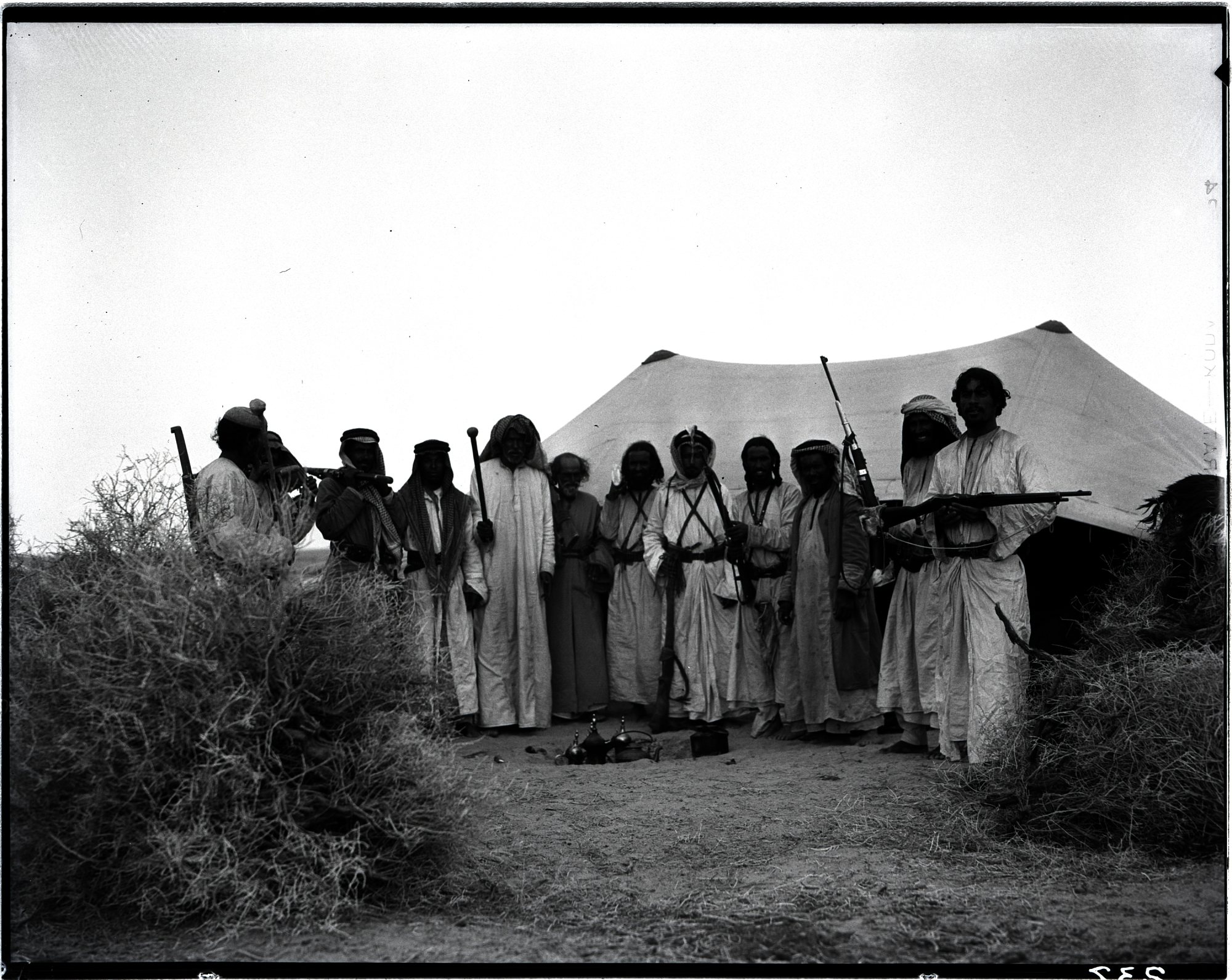
صورة لجنود من المجاهدين تعود الى عام 1935

### الوهابية الجديدة ("النيُو-وهابية")
يُستخدم مصطلح "النيُو-وهابية" أحيانًا في الأدبيات الأكاديمية الغربية للإشارة إلى التحول البنيوي الذي طرأ على الوهابية التقليدية مع نشوء المملكة العربية السعودية الحديثة، خاصةً بعد منتصف القرن العشرين.
في هذه المرحلة، لم تعد الوهابية محصورة في المقولات الفقهية التقليدية، بل تماهت تدريجيًا مع خطاب السلفية العابرة للحدود؛ فظهر نمط جديد من التدين يمزج بين المعجم العقائدي النجدي وبين استراتيجيات الدولة الحديثة في التوسّع الرمزي والديني. كانت أبرز أدوات هذا التحول هي مؤسسات مثل رابطة العالم الإسلامي (تأسست عام 1962)، التي اتخذت من المملكة مركزًا لتدويل السلفية عبر التمويل، والمنشورات، والتعليم، ودعم النخب الدعوية الأجنبية من آسيا وإفريقيا.
تبنّت "الوهابية الجديدة" لغة وحدوية ومفاهيم عابرة للمذاهب، رافضةً الانضواء الحصري تحت شروط فقه المذهب الحنبلي، لكن بالتركيز على العقيدة والأثر و"النقاء التوحيدي". وربطت سرديتها بـ"تاريخ سعودي مثالي"، مجسِّدة الغزوات الوهابية النجدية الأولى كرمز للبطولة الروحية والمناجزة الحضارية. ثم ارتكزت على فلسفة الإصلاح الديني والمجتمعي، بصيغها الممتدة من القرن الثامن عشر، لكن مع طموحات دعوية وتوسعية جغرافية تشمل المسلمين في إفريقيا وجنوب آسيا ومجتمعات المهجر في الغرب.

وقد لاحظ المفكر النمساوي المسلم محمد أسد (توفي 1992) هذه المفارقة؛ إذ كتب في سيرته الطريق إلى مكة أن «المعنى الروحي للسفلية للشيخ محمد بن عبد الوهاب أي السعي إلى تجديد باطني للمجتمع الإسلامي قد تم تشويهه لحظةَ تَمكُّن أتباعه من السلطة»، وأضاف أن «السلطة لا تَقبل أن تكون خادمةً للروح، والروح ترفض أن تكون عبدًا للسلطة»، منتقدًا الانقلاب النفسي من التواضع إلى الاستعلاء، ومن الإصلاح إلى النرجسية العقدية:
«إن تاريخ وهابية نجد هو تاريخ فكرة دينية صعدت على أجنحة الشوق، ثم هوت إلى قيعان التفاخر بالتقوى. فكل فضيلة تهلك متى ما فقدت شوقها وتواضعها.»

### التحالف التكتيكي مع الحركات الإسلامية

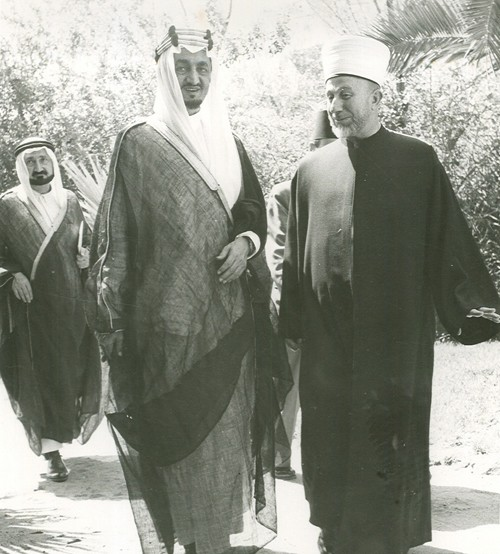
الملك فيصل مع المفتي الحاج أمين الحسيني أحد أبرز الشخصيات الفلسطينية في القرن العشرين التي حاربت النفوذ والوجود الإنجليزي واليهودي؛ لقاء يعكس البعد الرمزي لـ«التحالف الإسلامي» في مواجهة المدّ القومي العلماني

في ستينيات وسبعينيات القرن العشرين برز التهديد القومي/الاشتراكي الذي مثّله خطاب جمال عبد الناصر، بما حمله من مشروع علماني يَفكُّ الارتباط بين الدين والحُكم ويطلب بعثا حداثيا للقومية العروبية. استدعى ذلك لدى الرياض استراتيجية تبشيرية تستخدم الوهابية بوصفها «قوة ناعمة» عابرة للحدود، فتمّ تنظيم مؤتمر مكة 1962 لصياغة خطابٍ مضادٍّ يُفكِّك سرديّات القومية ويستعيد الهوية الأممية للمسلمين.
- حرص المؤتمر على تحويل الوهابية من نزعة المحلية النجدية إلى جسر إسلامي، عبر تأسيس رابطة العالم الإسلامي كمنصة لإعادة هندسة الخطاب الديني على مستوى «الحقل التداولي» العالمي، وتفكيك الثنائية التقليدية بين المركز والأطراف.[142]
- استثمرت المعرفة التنظيمية للإخوان المسلمين وأهل الحديث والجماعة الإسلامية في باكستان لتشكيل شبكة تبشير حركي، تتشارك مفردات مثل الطليعة، الجهاد، الثورة الثقافية، مع إعادة تأويل الوهابية في قالب «سلفي إصلاحي» يرفض البدع، ويستثمر خطاب العدالة الاجتماعية المناهِض للاستعمار.[143]

أطلقت الرابطة والوزارات السعودية مشاريع تربوية في غرب إفريقيا وجنوب آسيا: مدارس، منح، مطابع، وخطاب «إعادة أسلمة الحياة اليومية»؛ ما أفضى إلى ظهور جماعات مثل جمعية إزالة البدع في نيجيريا التي حاربت التصوف بوصفه «سردية مُضادة» للهوية السلفية.
في جنوب آسيا تحوّل الشيخ أبو الأعلى المودودي عبر دعمٍ مالي وتعليمي سعودي إلى خطيب أعاد صياغة مفاهيم «الحاكمية» و«الجماعة» على نحو ينسجم مع الرؤية الوهابية للسلطة والهوية؛ وحاز جائزة الملك فيصل تقديراً لدوره في «تحديث» السلفية السياسية.
بعد قمع عبد الناصر للإخوان، استقبلت المملكة آلاف الكوادر الطليعية الذين عملوا في الجامعات والوزارات، وأدخلوا قاموس التغيير الاجتماعي إلى بيئةٍ وهابية تقليدية. فأضحى الجهاد إمكاناً راهناً لا مجرد نص تراثي، وتسللت مفاهيم العدالة الإجتماعية والفكر الثوري إلى النقاش الوهابي النجدي.
ورغم توجيه الحكومة والعلماء للإخوان بعدم التدخل في الفتوى الداخلية، فإنهم احتلوا مشهد الخطاب الثقافي عبر الكتب والصالونات والمدارس، واستثمروا «المجال العام» لترويج سردياتهم، ما أفضى إلى تلاقحٍ جدلي: إما «تذويب» الوهابية داخل خطاب حركي جديد أو إعادة إنتاجها بصورة أشد صرامة وفق اختلاف المقاربة البحثية.
أسّس هذا التحالف لما يمكن وصفه بنية سلفية هجينة, بقي التوحيد النجدي هو المرجع، لكن تمت إعادة تأطيره في خطاب أممي سيّال. خدمت شبكة الإسلاميين أجندة الرياض في مواجهة الناصرية والشيوعية، فوسّعت هامش النفوذ السعودي. استُخدمت مفاهيم الولاء والبراء والأمّة الرسالية كأدوات تعبئة للسلوك الجمعي ضد «الآخر» الثقافي، في الداخل والخارج. تحولت الوهابية من منظومة محليّة إلى لاعبٍ عابرٍ للدول يتقن إدارة رأس المال الرمزي والديني في سوق الأفكار الإسلامي ما بعد الكولونيالية.

## مرحلة التوسّع: من الخمسينيات إلى التسعينيات
في العقود التي تلت الحرب العالمية الثانية، شهدت المملكة العربية السعودية تحولاً هيكلياً مزدوجاً: تحديث اقتصادي مدفوع بعائدات النفط، وتوسّع مؤسساتي للدعوة الوهابية. حافظ العلماء الوهابيون على سيطرتهم العقائدية داخل الدولة من خلال الهيمنة على المحاكم الشرعية، وإشرافهم على تأسيس الجامعات الإسلامية والنظام التعليمي الرسمي، الذي رُكِّز فيه على التحصين العقدي ضد التيارات الحديثة، عبر منهاج تربوي-ديني مكثف.
خارج حدود الجزيرة العربية، بدأ العلماء والدعاة الوهابيون يتبنّون لغة دعوية أقل صدامية وأكثر براغماتية، مستفيدين من التوترات السياسية التي اجتاحت العالم الإسلامي. فغدا الخطاب الوهابي يُقدَّم كـمنصة ذهنية دفاعية ضد المدّ التغريبي، وكـأساس روحي يعيد تعريف الهوية الإسلامية في مواجهة الانهيار الذي وقع للمركزيات التاريخية كالدولة العثمانية و الشرفيات الهاشمية.
أبرز ما مهّد لانتشار الوهابية خارجياً:
- سقوط الخصوم الرمزيين: تم القضاء على الدولة العثمانية، التي كانت الحاضنة التاريخية للمدارس الحنفية والصوفية ضد الوهابية.[151]
- التخلص من المملكة الحجازية في 1925، مما فسح المجال لبناء سردية مركزية جديدة في مدن الرياض والقصيم بقيادة آل سعود.[151]
- تحالفات هوياتية متناقضة: رغم رفض الوهابية للنزعات القومية، فإن الخطاب السعودي استثمر العروبة كرافعة سياسية ضد التأثير العثماني التركي وتأثير الشاه الفارسي.[151]
- ازدهار النزعة السلفية الإصلاحية: لا سيما تلك التي تستلهم «القرون الثلاثة المفضّلة»، ما مكّن من تقديم الوهابية كـامتداد شرعي لحركة إحياء السنّة وليس كتيار نشاز.
- النفط بوصفه رأسمال رمزي ومالي: وفّرت عائدات النفط بنية تمويلية هائلة لمؤسسات توزيعية، وتعليمية، وتبشيرية، أعادت صياغة المجال الدعوي العالمي على النمط الوهابي.[152]

اتّبع السعوديون عدة آليات بنيوية لإعادة إنتاج الدعوة: إعادة تصدير خطاب الولاء والبراء كمفهوم نفسي/هوياتي في المجتمعات المسلمة. تقديم الوهابية كـعقيدة حدّ أدنى، قادرة على توحيد المسلمين بعيداً عن الخلافات المذهبية. عولمة المشيخة عبر طلاب الجامعات الدينية والبعثات والمنح، ما أدّى إلى بناء طبقة «وكلاء دعويين» في إفريقيا وآسيا وأوروبا والأمريكيتين.

### حقبة تصدير النفط

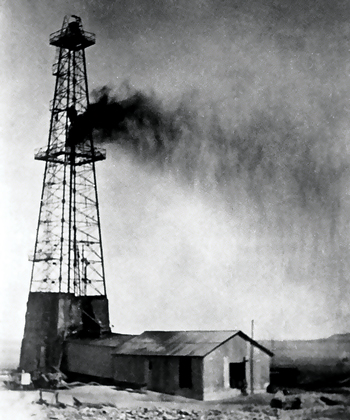
بئر الدمام رقم 7، أول بئر نفط تجاري في السعودية، وُضع قيد التشغيل في 4 مارس 1938

بدأ تصدير النفط من المملكة العربية السعودية خلال الحرب العالمية الثانية، لكن الأثر التحويلي الحقيقي ظهر في سبعينيات القرن العشرين، بعد أزمة النفط عام 1973، والتي شهدت تضاعف أسعار النفط أربع مرات، مما منح المملكة ثروة مالية هائلة ونفوذًا سياسيًا دوليًا بوصفها أحد قادة أوبك.
عبر الفوائض المالية الناتجة عن صادرات النفط، تحوّل المشروع الديني السعودي إلى منظومة تبشيرية عابرة للحدود، تُدار عبر استراتيجيات مالية وتنموية دقيقة، بدءًا من التمويل المباشر، إلى المنح التعليمية، وبناء المؤسسات الدينية حول العالم.
تشير تقارير وزارة الخارجية الأمريكية إلى أن ما لا يقل عن 10 مليارات دولار أمريكي (منذ 1976 حتى 2016) وُجّهت من كيانات عامة وخاصة في الرياض نحو منظمات خيرية مختارة بغرض دعم النمط العقدي الوهابي في كل الدول الإسلامية.
بحلول عام 1980، كانت المملكة تحقق من عائدات النفط في كل ثلاثة أيام ما كانت تحققه في عام كامل قبل الحظر النفطي، واستُثمرت المليارات من الدولارات في:
- طباعة الكتب الدينية وبث الوسائط الإعلامية.
- إنشاء المدارس والمعاهد من المستوى الابتدائي حتى الدراسات العليا.
- تمويل الصحفيين والأكاديميين والدعاة في شتى أرجاء العالم.
- بناء مئات المراكز الإسلامية والجامعات، وأكثر من ألف مدرسة وآلاف المساجد.[156][157][158]

ساهمت هذه الحقبة في تحويل الدعوة الوهابية من مذهب فقهي محلي إلى مشروع عالمي الطابع، ذو بنية مؤسسية مدعومة مالياً. وترافقت تلك الجهود مع استثمار مؤسساتي في رأس المال الرمزي للعقيدة. استخدمت المساعدات والمنح الدراسية كأداة للنفوذ الثقافي الناعم. وصممت مناهج دينية موحّدة تعزز من المرجعية السعودية في الفقه والعقيدة.
بحسب الباحث جيل كيبيل، فقد حصلت الوهابية في هذه الفترة على موقع المهيمن في التعبير الإسلامي العالمي، بوصفها المرجعية الأكثر تمويلاً وتنظيماً، بعد أن أُعيد إنتاجها ضمن منظومة دعوية مالية وإدارية عالمية، مدفوعة بعوائد النفط ورؤية سياسية توسعية.

### الثورة الإيرانية وصعود "الخمينية"

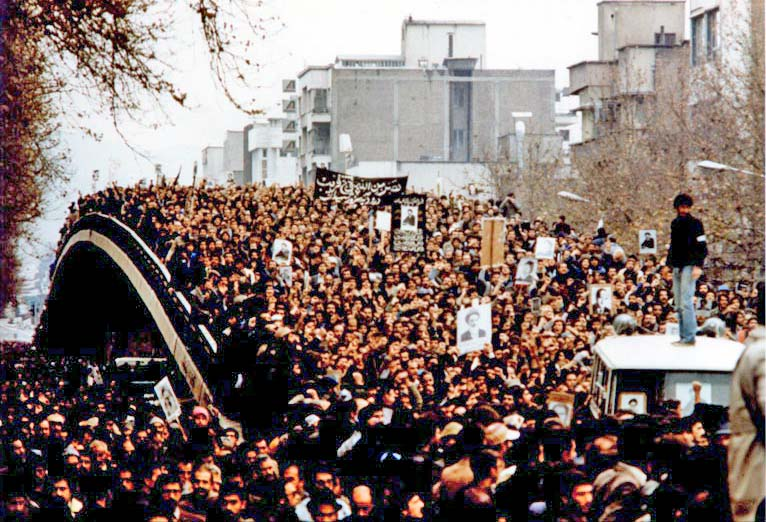
مظاهرات جماهيرية خلال الثورة الإيرانية عام 1979

شكّلت الثورة الخمينية في فبراير 1979 تحدّيًا استراتيجيًا للوهابية السعودية على مستويات عقائدية، أمنية، وشعبية. فعلى خلاف التوجه السني السائد، جاءت الثورة بقيادة شيعية، ما أحدث اختراقًا في بنية الصراع الطائفي، وأربك توازنات "الشرعية العقدية" التي كانت الرياض تعوّل عليها منذ عقود.
ورغم أن الوهابية تعتبر الشيعة منحرفين عن العقيدة الصحيحة، فإن جاذبية النموذج الثوري الخميني، مع إسقاطه لنظام ملكي موالٍ للغرب، استقطبت جماهيرًا من السنة قبل الشيعة، وأعادت بعث الحلم الإسلامي في نسخته "الجذرية".
أعلن روح الله الخميني أن الملكية نقيض للإسلام، واعتبر الولايات المتحدة عدوًا للإسلام بكافة أطيافه، داعيًا لإسقاط آل سعود. وفي خطبة عام 1987 وصف "هؤلاء الوهابيين الأنجاس" بأنهم "خناجر غدر في ظهر الأمة الإسلامية"، وأعلن أن مكة واقعة "في قبضة زمرة من أهل البدع".
دَفَع هذا الصدام العقائدي الذي فُسِّر رسميًّا بوصفه «حرباً على السنة الصحيحة» صُنّاع القرار في الرياض إلى هندسة منظومة مواجهة دعوية عابرة للحدود وأمنيّة داخلية، مستهدفةً إحباط انتشار الخطاب الخميني واستعادة المبادرة الدينية.
أُعيد تنشيط «الرئاسة العامة لهيئة الأمر بالمعروف والنهي عن المنكر» بإسناد ماليٍّ مضاعَف، وتوسّع صلاحياتها لتشمل الرقابة على الأسواق، والمناهج، وشبكات الإعلام الجديدة. وفي 1993 أُنشئ «وزارة الشؤون الإسلامية» لتكون مركز إدارة عالميٍّ للأنشطة التبشيرية، مع أكثر من 40 ملحقاً دينياً في السفارات السعودية. مُنِحت رابطة العالم الإسلامي ومنظماتٌ رديفة (كمؤسسة الحرمين، والندوة العالمية للشباب) موازناتٍ استثنائيةً لتوسيع المراكز الإسلامية والمنح الدراسية في آسيا وإفريقيا وأوروبا، واستقطاب الدعاة عبر «منحة إمام الواحة» و«زمالة الدعاة الجدد». فعّلت وزارة الداخلية «الإدارة العامة للمباحث» كوحدة رصدٍ أيديولوجي تُراقب الخُطب والحلقات المنزلية؛ وأنشأت برنامج «التصاريح الموحَّدة للأئمة» الذي يُلزم كل إمام بالحصول على اعتماد من هيئة كبار العلماء، رداً على خطاب الجهاد الأممي الذي روَّج له تيار الصحوة الخمينية. أُدخلت مقررات «العقيدة الوسطية» في التعليم العام، مع حذف ما عُدَّ «عناصر هشّة» قد تُستَغل إيرانيّاً، وأُنشئ مركز الملك فهد لطباعة المصحف (1985) ليكون وسيلة قوة ناعمة بنُسخٍ مليونية بلغات متعددة. اعتمدت وزارة الخارجية مبدأ «التحصين بالمساعدات»؛ فَرُبط الدعم التنموي للدول الإسلامية بالتزامها بتسهيل نشاط الجمعيات السعودية، كما استُخدمت عائدات النفط لتقديم قروضٍ ميسّرة عبر «الصندوق السعودي للتنمية» تعزّز النفوذ الرمزي للمملكة. فوظفت المنابر، وتصدير سردية «التوحيد الحصين»، وإعادة بناء شبكة ولاءات عالمية تتكئ على المال والأرث السلفي ما ضمن للقيادة السعودية استعادة زمام المبادرة في «الحرب الباردة الإسلامية» ضد مشروع الجمهورية الإسلامية في إيران.

### حصار مكة 1979

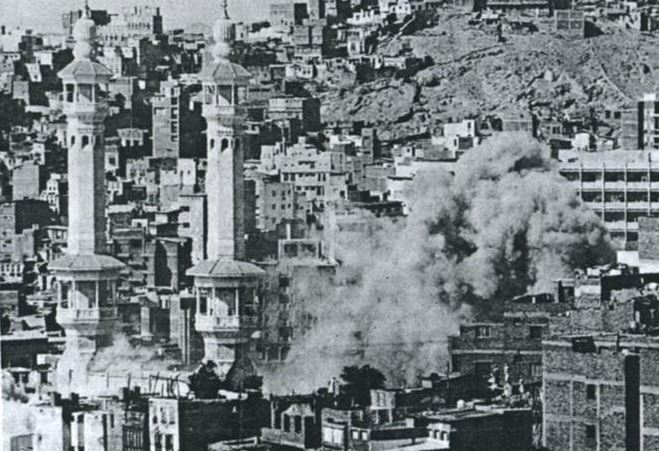
تصاعد الدخان من الحرم المكي أثناء الهجوم على رواق الصفا والمروة، 1979

في نوفمبر 1979، نفّذ ما بين 400 إلى 500 مسلّح عملية اقتحام لـالمسجد الحرام، مدجّجين بأسلحة ومؤن مُهرّبة، في عملية تمرد عقائدية ذات طبيعة شبكية سرية، دعا قادتها إلى إسقاط النظام، واتهموا علماء الوهابية بـ"التبعية السلطانية"، وأعلنوا ظهور المهدي المنتظر إيذانًا بـ"نهاية الزمن".
رغم مخالفتهم للوهابية التقليدية في بعض العقائد، إلا أن العلاقة العضوية بين قائد التمرد جهيمان العتيبي وبعض العلماء البارزين (مثل عبد العزيز بن باز) أظهرت تشابكًا فكريًا داخل المؤسسة الدينية ذاتها، ما أثار هواجس تجسسية وشكوكًا حول استقرار جهاز الفتوى.
خلال أسبوعين من الاشتباكات في الحرم، قُتل المئات من الحجاج والمسلحين وعناصر الأمن، في واحدة من أكبر الصدمات النفسية والسياسية في تاريخ المملكة. العملية زعزعت صورة آل سعود كـ"خُدّام للحرمين"، ودفعت الأجهزة الأمنية والعقائدية إلى إعادة هيكلة شاملة للأمن الداخلي، والاستخبارات الدينية، وخطاب الشرعية.
كانت النتيجة تشددًا مضاعفًا في لوائح السياسات الداخلية، وبروز ما يمكن وصفه بـ"العقيدة الأمنية الدينية".
أضرّت الحادثة بهيبة المنظومة الوهابية؛ إذ استعانت القيادة السعودية بالهيئة الشرعية العليا للحصول على فتاوى إدارية مُلزِمة تُجيز التدخّل العسكري لتحرير الحرم ثم المصادقة على تنفيذ أحكام الإعدام في قادة التمرّد. ومع ذلك، وُضِع بعض العلماء تحت رقابة احترازية للاشتباه في وجود علاقات تنظيمية مع المتمرّدين. ونتيجة جزئية لذلك، مُنح دعاة الصحوة الأصغر سنا والأكثر تأثرا بأفكار الإخوان حيّزاً مؤسساتياً أوسع، والذين يتقاطع خطابهم الحركي الثوري مع الخطاب الخميني الصاعد في إيران.
وعلى الرغم من الدافع «التطهيري» للتمرّد، لم تُواجه التيارات المتشدّدة بحملة قمع، بل جرى تعزيز صلاحيات الجهاز الديني وهيكلة لوائح رقابية أكثر صرامة:
- تشديد المعايير الإعلامية بحظر صور النساء في الصحافة الرسمية.[172]
- رفع الحصّة الزمنية للمقررات الشرعية في المناهج المدرسية بقرار من وزارة المعارف.
- زيادة مخصصات «هيئة الأمر بالمعروف» وتوسيع صلاحياتها الميدانية لضبط السلوك العام، استناداً إلى تفويض مالي وإداري جديد.[173][174][175]

بهذه الأدوات التنظيمية، أعيد ضبط لحوكمة الدينية في المملكة، عبر مزيج من الإجراءات الوقائية والموازنات البيروقراطية، لإحكام الرقابة على المجال العام ومنع تكرار سيناريو التمرّد المسلّح داخل الحرم.

### الجهاد في أفغانستان

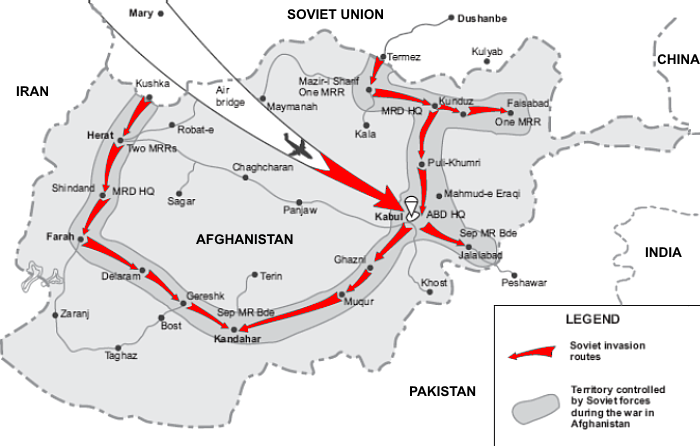
خريطة الاجتياح السوفييتي لأفغانستان، ديسمبر 1979

بلغ التعاون بين التيارات الوهابية والمؤسسات الحركية الإسلامية العالمية ذروته خلال الجبهة الأفغانية، والتي شكّلت في سياق الحرب الباردة مسرحًا صراعيًا بين المعسكرين الرأسمالي والشيوعي، لكن بغطاء ديني متعدّد اللهجات والأنماط الاجتماعية الإسلامية.
في ديسمبر 1979، غزت القوات السوفييتية أفغانستان دعمًا للنظام الشيوعي في كابل، في لحظة فُسّرت في الذهنية الإسلامية كـ"صدمة جيوعقائدية"، وتهديد مباشر للمدار الجغرافي والعاطفي للعالم الإسلامي، لا سيما في سياق الحرب الباردة التي رسّخت في الوعي الجمعي صورة "الاتحاد السوفيتي" كرمز للـ"إلحاد المنظّم" و"المادية العدوانية". وقد أحدث الغزو حالة من الاستثارة، خلخلت معايير الأولويات العقائدية لدى شرائح واسعة من الشباب المسلم، ممّا مهّد لبروز خطاب تعبوي من طراز جديد.
في هذا السياق، أصدر الداعية الفلسطيني عبد الله عزّام أحد منظّري الجهاد العالمي، والمرتبط مؤسسيًا بالمملكة من خلال عمله محاضرًا في جامعة الملك عبد العزيز بجدة، وعضويته الفاعلة في رابطة العالم الإسلامي – فتوى عقائدية-أمنية بعنوان: "دفاع المسلمين عن الأراضي، أول واجب بعد الإيمان". وقد استند فيها إلى توظيف البُعد الوجودي والواجب النفسي في صياغة الواجب الجهادي، حيث جُعلت المشاركة القتالية في أفغانستان مندرجة تحت مبدأ "فرض العين"، أي كواجب شخصيّ لا يُجزئ فيه النيابة، في استدعاء صريح لذاكرة المعارك الإسلامية في عصورها الأولى.
الفتوى لم تكن مجرد رأي شرعي، فقد كانت مناورة واعية استهدفت تحريك الغرائز العقدية والانتماءات العاطفية لدى الأفراد، وتحويل الاستجابة الشعورية إلى التزام عملي وتعبئة حركية. وقد شكّل تأييد عبد العزيز بن باز – المفتي العام للمملكة آنذاك – لها، لحظة فاصلة في تاريخ العلاقة بين المؤسسة الدينية الرسمية والخطاب الحركي العابر للحدود. ذلك أن هذا التأييد كسر القاعدة البيروقراطية التي تفصل عادة بين فقه الدولة وفقه الجماعة، وفتح المجال لحدوث تماهي نادر بين أدوات السلطة الشرعية وأدبيات الحركات الجهادية.
هذا التداخل بين الاعتبارات الشرعية، والضغوط الجيوسياسية، والانفعالات النفسية الجمعية، جعل من خطاب عزّام عقدة التقاء بين البنية السلفية التقليدية والبنية الإخوانية الحركية، وكلاهما رأى في المعركة الأفغانية فرصة لتثبيت النموذج الإسلامي المقاوم، لكن مع اختلاف في الدوافع: فبينما كانت الدولة السعودية تسعى إلى تحقيق التوازنات الاستراتيجية وممارسة الحرب بالوكالة، كان التيار الحركي يستهدف إنتاج نموذج عقدي جديد يسبق الدولة ولا يعترف بحدودها.
وفي الجوهر، شكّلت فتوى عزّام منصة إسقاط جماعي لمشاعر الإحباط، وفقدان الفاعلية، والرغبة في الانتماء إلى مشروع يتجاوز حدود الجغرافيا والسياسة التقليدية، ما جعل "أفغانستان" تتحول إلى رمز ميتافيزيقي للجهاد الطاهر، تُسقِط عليه الجماعات الإسلامية المختلفة آمالها ومخيالتها العقدية والإجتماعية، وصراعاتها الفقهية والوجدانية.
في هذه المرحلة، وظّفت المملكة شبكة علاقاتها الاستخباراتية والدبلوماسية لدعم جماعات الإسلام السياسي المسلّح، بما في ذلك تيارات السلفية الجهادية والتنظيمات الديوبندية الناشطة في جنوب آسيا، ضمن إطار تنسيقيات أمنية-دعوية هدفت إلى احتواء التمدد السوفييتي وتوسيع النفوذ الرمزي للعقيدة السلفية. وقد نُسّق هذا الدعم عبر غرف عمليات غير معلنة، تضمّنت شراكات بين الأجهزة الأمنية السعودية ونظيراتها الغربية.
ما بين عامي 1982 و1992، قُدّر عدد المتطوعين المسلمين الذين انضموا إلى الجهاد الأفغاني بنحو 35,000 مقاتل، منهم اكثر من 12,000 سعودي، جرى فرزهم وتوجيههم عبر آليات تنظيم شملت مراكز تعبئة دينية، وبعثات تأهيل شرعي-ميداني، تحت إشراف مؤسسات مرتبطة تنظيميًا بوزارة الشؤون الإسلامية، وبعمل وزارة الداخلية.
في المقابل، موّلت السعودية وحليفاتها من الملكيات الخليجية وباكستان وحلف الناتو والدول العربية المناهضة للمشروع السوفييتي العمليات الحربية والدعوية في أفغانستان بمبالغ وصلت إلى 600 مليون دولار سنويًا بحلول 1982، توزعت وفق خطط تمويلية مقسّطة على شبكات الإغاثة، ودوائر التعليم الشرعي، وخطوط الإمداد اللوجستي للمجاهدين، وذلك ضمن بروتوكولات تمويل غير رسمية، تُدار عبر واجهات خيرية ومكاتب ميدانية تابعة لرابطة العالم الإسلامي ومؤسسات شبه حكومية.
هذا التمويل لم يكن فقط عملية إحسان ديني، ولكن كان جزءًا من استراتيجية للنفوذ، حيث جرى ترميز الجهاد الأفغاني كقضية مركزية في الوجدان الإسلامي، مما منح المملكة فرصة لفرض نموذجها الديني-السياسي كمرجعية إقليمية ذات مشروعية قتالية وروحية في آنٍ واحد.
بحلول عام 1989، اكتمل انسحاب القوات السوفيتية من أفغانستان، وفي غضون سنوات قليلة انهار النظام الشيوعي في كابل، الذي كان يُعدّ من أبرز روافد النفوذ الماركسي في دول جنوب آسيا. وقد جرى تأطير هذا الحدث، داخل الجهاز الرمزي السعودي، كـ"فتح عقدي في قلب دار الإلحاد"، مما أضفى على الانتصار بعدًا عقائديًا تعبويًا يتجاوز حدود أفغانستان، ليشمل إعادة تشكيل ميزان الهيبة الإسلامية بين التيارات المتنافسة. هذا النصر تحوّل إلى ورقة سياسية رابحة في يد التحالف السلفي-الحركي، مكّنته من تعزيز موقعه التفاوضي داخل الخارطة الأيديولوجية للعالم الإسلامي، على حساب التيارات اليسارية والقومية.
في مقابل ذلك، كانت عدة أنظمة عربية ذات توجهات قومية اشتراكية – مثل سوريا تحت حكم حافظ الأسد والعراق تحت حكم صدام حسين قد اصطفّت ضمن المحور السوفيتي، وناصبت الخطاب الجهادي العداء أو التوجّس، معتبرة إياه اختراقًا ومهددًا لـ"وحدة النضال العربي" بمفاهيم رجعية لا تؤمن بالدولة الوطنية. كما ظلّت إيران تتعامل مع الجهاد الأفغاني ببرود، نظرًا لانتمائه المذهبي السني، ولارتباطه الواضح بالمملكة العربية السعودية، الخصم الاستراتيجي في الخليج.
ومن اللافت أن منظمة التحرير الفلسطينية التي كانت تُقدّم نفسها كرمز للكفاح العربي تبنّت موقفًا باردًا من الجهاد الأفغاني، نتيجة لعلاقتها التاريخية مع الاتحاد السوفيتي، وتبعيتها المالية والسياسية له في كثير من مراحلها. وقد أدّى ذلك إلى فقدانها رصيدًا رمزيًا مهمًا في الأوساط الإسلامية التي بدأت تنظر إلى "المجاهدين الأفغان" بوصفهم الورثة الجدد لشرعية المقاومة، مقارنة بالعرب الآخرين المرتبطين بمحاور دولية "كافرة" أو "منهزمة".
وعليه، مثّل الانتصار الأفغاني نقطة انعطاف في معادلة القوة في الدول الإسلامية حيث انتقل مركز الثقل من التيارات القومية العلمانية، إلى المحور الإسلامي السني المدعوم خليجيًا، مع نشوء عقيدة جديدة للقوة تقوم على الربط بين التعبئة الدينية، والخبرة القتالية العابرة للحدود، والدعم المالي واللوجستي المنتظم.
لكنّ العودة المفاجئة التي سبقت التوقعات لما يزيد عن عشرة آلاف من "الأفغان العرب" إلى أراضي المملكة ودولهم الأصلية، شكّلت تحوّلًا نوعيًّا في البنية الأمنية والنفسية للدولة القُطرية. فقد حملت هذه العودة بذور الانحراف الراديكالي المنفلت من احتواء الدولة؛ إذ أن كثيرًا من هؤلاء المقاتلين – وأبرزهم أسامة بن لادن – تشرّبوا خطابًا عقديًّا مؤدلجًا يتجاوز النسق الوهابي المؤسسي نفسه، وغدوا يُمثّلون نمط "المجاهد العابر للولاء القطري"، أي الشخصية التي تنتقل من بيعة التنظيم إلى عقيدة الأمة الكبرى، في تناقض وجودي مع مبدأ السيادة القُطرية التي تأسّست عليها الدول العربية.  وقد بات هؤلاء في حالة رمادية غير منضبطة بين الولاء القديم للمؤسسة، والانتماء المتطرف لجماعات ما فوق الدولة، مما جعلهم مشاريع قابلة للاحتضان من قبل تنظيمات دولية، في ظل هشاشة البنية القانونية في بعض الدول المستقبلة.

## أفول الهيبة الوهابية: 1990–2017
بينما اتّسمت استجابات السعودية لأحداث كبرى مثل الثورة الإيرانية (1979)، وغزو الاتحاد السوفيتي لأفغانستان (1979)، حادثة الحرم المكي 1979 في نوفمبر 1979، بتعزيز نفوذ التيار الوهابي وتقوية سلطة العلماء الرسميين؛ إلا أنّ سلسلة من الأزمات التي وقعت خلال العقد الأخير من القرن العشرين بدأت تُحدث تآكلًا تدريجيًا في مصداقية الخطاب الوهابي داخل المملكة وخارجها.
من أبرز هذه الأزمات:
- نشر القوات الأمريكية في الأراضي السعودية والخليجية وغزوها المشترك للأراضي العراقية إبّان حرب الخليج الثانية عام 1991،
- وهجمات 11 سبتمبر عام 2001 التي نفذها تنظيم القاعدة بمشاركة عدة شباب سعوديين تحت سن الثالث وعشرين وشاب إماراتي وأربعيني مصري في نيويورك وواشنطن.

في كلتا الحالتين، طُلِب من المؤسسة الدينية تقديم الغطاء الشرعي لقرارات الحكومة السعودية بقيادة الملك فهد وقمع التمرّدات الفكرية القادمة من تيارات الحركية والجهادية؛ وقد قامت المؤسسة بذلك، مما كشف بوضوح عن تبعية العلماء للدولة، وعن ضعف قدرتهم على معارضة قوة السلطات السياسية.
فقد أحدثت هذه التنازلات المتكررة شرخًا في الوعي الديني الجمعي لدى قطاعات من الشباب المسلم الحركي داخل وخارج السعودية، الذين رأوا أن علماء الوهابية قد غدوا "مُلحقًا إداريًا"، لا مرجعية. وقد ساهم ذلك في بروز ما يُعرف بـعقدة الانكشاف، التي يشعر فيها المتحمسون دينيا بأن هياكلهم الرمزية لم تعد قادرة على الصمود أمام ضغوط الواقع أو تغييرات الظروف السياسية، مما يدفع بعضهم إلى نزع الشرعية عن المرجعيات التقليدية والبحث عن بدائل خارج النسق العام.

### حرب الخليج 1990
في أغسطس 1990، أقدمت قوات العراق بقيادة صدام حسين على اجتياح وضم الكويت، مما أحدث ارتباكًا جيوسياسيًا عميقًا في الخليج. خشي النظام السعودي من أن تمتد القوات العراقية جنوبًا للاستيلاء على الحقول النفطية الحيوية شرق المملكة. ومن هذا المنطلق، فعّلت الرياض كافة أدواتها الدبلوماسية والأمنية المتاحة، وطلبت دعمًا عسكريًا وسياسيا من الأمم المتحدة ومن حليفتها الولايات المتحدة، التي نشرت عشرات الآلاف من جنودها على سواحل الخليج العربي في السعودية والبحرين وقطر ضمن ترتيبات دفاعية واسعة النطاق.
لكن هذا التحالف العلني مع قوة "كافرة" ضد نظام عربي مسلم اعتُبر خَرْقًا للمنظومة العقائدية الوهابية التقليدية، وأثار جدلًا عميقًا في بنية الخطاب الديني السعودي.
سعى النظام، كما في أزمات سابقة، إلى تحصين قراره سياسيًا عبر إصدار فتوى من كبار العلماء الوهابيين تُجيز الاستعانة بجيوش غير المسلمين، بدعوى الضرورة الأمنية والمصلحة الشرعية العليا وبشرط أن الحاكم هو الوحيد الذي يملك القدرة على شن الحرب. إلا أن هذه الفتوى قوبلت برفض واسع في أوساط الحركات الإسلامية المحافظة، وخاصة حركة الصحوة، المدعومة من الإخوان المسلمين، والتي رأت في التبعية للقوى الغربية انهيارًا للرمزية العقدية والأممية الإسلامية.
أما خارجيًا، فقد عبّرت العديد من الجماعات الإسلامية التي مولتها السعودية وعارضها حزب البعث كالجهاديين العرب في أفغانستان، وبعض الديوبنديين في باكستان عن تأييدها لبغداد ولصدام حسين، لا للرياض وفهد بن عبد العزيز، في هذه المواجهة، ما عنى اختلالًا وإنقلابا كاملا في موازين الولاءات العابرة للحدود.
في هذا السياق، بدأت قطاعات من التيار السلفي خاصة الشخصيات التي خاضت تجربة الجهاد الأفغاني في إعادة تعريف "العدو"، واعتبار النظام السعودي نفسه حليفًا للمحتلين لا حاميًا للتوحيد. وكان من بين هؤلاء أسامة بن لادن، الذي انتقل من كونه مقاتلًا في "دار الجهاد" إلى منظّر لحرب عالمية ضد أمريكا وحلفائها العرب، فيما أصبح يُعرف لاحقًا بـالسلفية الجهادية.
وتحمل هذه المرحلة سمات ما يسميه بعض الباحثين بـ"الانشقاق الميتافيزيقي"، حيث انشطر الخطاب الإسلامي بين ولاءٍ مؤسسي للسلطة، ومشروع رؤيوي ثوري يسعى لإعادة النظر للعالم الإسلامي كبوابة الجهاد العابر للوطنية.
أفضت عملية عاصفة الصحراء (يناير – فبراير 1991) إلى انتصار عسكري إستراتيجي ساحق للتحالف الدولي بقيادة الولايات الأمريكية المتحدة والمملكة العربية السعودية، تجلّى في تفوّق تِقاني غير مسبوق للطيران والصواريخ الذكية ونُظُم القيادة والسيطرة؛ ما كرَّس مفهوم «الصدمة والرعب» في العقيدة العسكرية الخليجية المرتبطة بالتعاون الحثيث والوجود المستمر للجيش الأمريكي. أدت القوة الهجومية المتفوقة في كفائتها الى انهيار خاطف للبنى القتالية العراقية وفقدان بغداد زمام المبادرة خلال 100 ساعة من الهجوم البري والبحري والجوي وهو وقت قياسي في معايير الحملات المشتركة الحديثة. وانتهت بإسقاط قدرة الجيش العراقي من شن أي عملية خارج حدوده. والذي كان قد إستطاع أن يواصل في حرب متعددة الجبهات دامت لثمان سنين ضد الجمهورية الإيرانية خلال حرب الخليج الأولى.
على المستوى السلفي–الجهادي، خلَّفت هذه النتائج صدمة نفسية مزدوجة تمثلت في تكرار سيناريو الإستعلاء السوفييتي في غزوها لأفغانستان أمام أعين مقاتلي "الأفغان العرب" العائدين، إذ أدركوا محدودية فاعليتهم مقارنةً بقوة النيران الغربية والتواطؤ العربي الرسمي في نظرهم. فتحولوا من مقارعة «العدو البعيد» الشيوعي والرأسمالي إلى إعلان الحرب على «العدو القريب» المتمثّل في الأنظمة العربية التي سمحت بتمركز قوات أجنبية فوق "أراضي الحرمين"؛ فبرز خطاب «التكفير السياسي» ضد الدولة الوطنية التي تنتمي لها حواضنهم الإجتماعية.
على الصعيد السياسي–الدبلوماسي، أسست الرياض بعد الحرب معمارًا أمنيًّا جديدًا يقوم على اتفاقيات دفاع ثنائية مع واشنطن ولندن وباريس، أضفت طابعًا شبه-دائم لوجود القواعد البحرية الأجنبية في الخليج. كمنصّة تنسيق دفاعي مشترَك، ورفع موازنات التسلّح بنسبة قُدّرت بـ %30 بين 1991 و1995.
هذه المكاسب الاستراتيجية الهائلة أضعفت الحركات الإسلامية الحزبية داخل الخليج وأدت اعتقالات لرموزه البارزين وإغلاق منابرهم الإعلامية، ما دفع بعضهم إلى المنافي أو العمل السري. إنكفاء تام لجماعة الإخوان المسلمين في السعودية وطرد كل منسوبيها من الأجانب الى دولهم العربية وغير العربية وحصر نشاطها في القطاعات التربوية، قبل حلّ جمعياتها الخيرية مطلع الألفية الجديدة. ,مما زاد من تنامي الخطاب العدائي المناهض في دول الشرق الأوسط الذي استغل الشعور بالإذلال ليتبنّى سردية «الاستعمار الجديد» ويُجنّد كوادره في ما يشبه تكتيكات العصابات لاستهداف المصالح الغربية العسكرية والسلمية في دول شبه الجزيرة العربية وما حولها (الهجوم على أبراج الخبر 1996، وتفجير يو إس إس كول عام 2000).

### تفجيرات 11 سبتمبر
جاءت هجمات 11 سبتمبر 2001 لتنقل المواجهة بين المملكة وحلفائها الغربيّين من خانة «الشراكة الإستراتيجية ضدّ الشيوعيّة» إلى فضاء صدامٍ تُتَّهمُ فيه المرجعيّة الوهابيّة بأنّها مَعِينٌ أيديولوجيّ لـ«الإرهاب العابر للقارات». فقد اعتُبِر استهداف حلفاء الرياض بتدميرٍ رقميٍّ قُدِّر بأكثر من عشرة مليارات دولار «تجلِّيًا عقَديًّا لوهابيّةٍ مقاتلة»، خصوصًا أنّ زعيم التنظيم أسامة بن لادن ومعظم المنفّذين سعوديو الجنسية، فيما كان المخطِّط التكتيكي المصريّ محمد عطا – ذو الخلفيّة الإخوانيّة – رأس حربة الهجوم.
في الولايات المتّحدة، انقلبت المظلّة الإعلاميّة من تصوير المملكة كحائط صدٍّ ضدّ موسكو إلى تقديمها بوصفها «مفرخة عقائد كراهية»، بينما رأى فاعلون في فلسطين ومصر وسوريا والعراق أنّ الصدمة فرصةٌ لإعادة فتح ملفّ «الدعم النفطي للوهابية» بوصفه أحد مسبّبات العنف المحلّي. ومع ضمور الحاجة إلى تحالفٍ مكافحة شيوعيّةٍ بائدٍ، برزت تكنولوجيا مكافحة الإرهاب من تعقّب تمويلاتٍ إلكترونيّة إلى فرض قواعد طيران جديدة – كساحة ضغطٍ دبلوماسيّة على الرياض.
داخل المملكة، عقد وليّ العهد آنذاك الأمير عبد الله سلسلة ملتقياتٍ مع النُّخَب القبلية والمدينية ورجال الإعلام، معلنًا «إعادة هندسة شرعيّة الدولة». وتجلّى ذلك في:
- حصر الإفتاء بــ«هيئة كبار العلماء» الرسميّة، ومنع الأفراد والجماعات من إصدار الفتاوى الإعلاميّة.[204]
- توسيع المجلس ليشمل مذاهب سنّيّة غير حنبليّة في حركةٍ براغماتية لامتصاص النقد الخارجي ولجم «فائض التطرّف».[204]

في المقابل، تلقّت الأوساط الصحويّة (المتأثّرة بالإخوان) ضربةً مزدوجة: تشديدٌ أمنيٌّ واسع، ثمّ تصنيفُ «الإخوان المسلمين» جماعةً إرهابيّة سنة 2014. أمّا في الساحة الشعبيّة، فأفضى السِّجال إلى صدمةٍ محلية؛ إذ بدا لبعض السعوديين أنّ «دولة التوحيد» صارت مُتَّهَمة عالميًّا، بينما رأت نُخبٌ في الدول العربية أنّ منظومة الوهابيّة قد استُخدِمَت لتصدير خطابٍ يقوِّض مشروع «الدولة الوطنيّة» ويُحوِّل الصراع إلى محورٍ هُويّاتيّ صافٍ.
أطلقت عملياتُ تفجير المجمّعات السكنيّة في الرياض (2003) والاشتباكاتُ مع خلايا «القاعدة في جزيرة العرب» موجة «عسكرةٍ اجتماعيّة» شملت:
- تحديث مركز القيادة والسيطرة بوسائل رصدٍ إلكترونيّ متقدّم، واعتماد نظام **البصمة الحيوية** على الحدود.
- إنشاء مركز المُناصحة كآليّةٍ سلوكيّة لإعادة تأهيل المتشدّدينمزيجٌ من العلاج المعرفي وأساليب الضبط الشرعي – في محاولة لإعادة دمج «الأفغان العرب» وأشباههم.[117]

في لقاءٍ مع العالم المصري–الأمريكي أحمد زويل عام 2008، رفض الملك سلمان – حينها أميرُ الرياض – مصطلح «الوهابية»، مؤكّدًا أنّ السعودية «تلتزم بالسنّة وفق المدارس الأربع» وأنّ محمد بن عبد الوهاب «لم يأتِ بدينٍ جديد». هدف التصريح لتقليل الخسائر الرمزيّة مع المجتمع الدولي بعد أن أصبحت كلمة «وهابي» قرينةً في الخطاب الغربيّ لكلمة «متطرّف».
وبنظرةٍ أوسع، يتّضح أنّ الحركاتَ القتاليّة العابرة للحدود في المشرق لم تنشأ حصريًّا من «التربة الوهابيّة» التي ظلّت تاريخيًّا محكومةً بتوازنٍ دقيق بين الانغلاق النجديّ والانفتاح الدعويّ المموَّل بعد طفرة النفط، فقد تكوّنت بوصفها محصّلةً لسلسلة انهيارات بنيويّة متتابعة في دول الشرق الأوسط أصابت الدولة والفكرة الوطنيّة على السواء. فقد أدّى اصطدام المشروع الناصري القومي بمراكز القوى الدينية التي تهدف الى الرجوع لتقاليد الخلافة العثمانية، ثم هزيمة 1967، إلى تضييقٍ على المعارضة الدينيّة في مصر؛ عندئذٍ صاغَ سيّد قطب مفهوم «جاهليّة المجتمع» معلنًا أنّ مجرّد تعطيل «حاكميّة الشريعة» يُدخل الدولة والمجتمع في حيّز الردّة، وهي أطروحةٌ تلقّفتها أطيافٌ شبابيّة سرِّيّة مثل «التنظيم الطليعي» و«التكفير والهجرة» وربطتها بفكرة «جهاد الدفع الداخلي» ضدّ السلطة القائمة.
ومع اندلاع حرب أفغانستان، تسرّبت هذه السرديّات إلى الساحة الأفغانيّة وعادت منها محمّلةً ببُعدٍ أمميّ جديد، سرعان ما تُرجِم إلى شبكات مقاتلة «عابرة للولاء القطري» في الشيشان والبوسنة والجزائر، وصولًا إلى تشكيل «القاعدة» لاحقًا.
وفي فلسطين، مزجت الحركات الفدائية بين الثورة اليسارية والتحرّر الوطني من جهة، وبين روافد سلفيّة وفدت من مشارب متعدّدة – أبرزها حركة الإخوان المسلمون والمدارس القتالية الأفغانية – من جهة أخرى، فانبثقت تنظيمات مسلّحة ذات طابع إسلامي كـ«حماس» و«الجهاد الإسلامي». وقد تبنّت هذه التنظيمات خطابًا مزدوجًا جمع بين المفردات العقائدية والجهادية العابرة للحدود، وبين شعارات «التحرير الوطني»، ما منحها شرعية مركّبة لدى شرائح شعبية متباينة. إذ استقطبت مقاتلين وخطابات ومناهج من تجارب أفغانستان والعراق، وباتت منصّةً رمزية للتنظيرات الجهادية العالمية. كما انخرطت بعض الخلايا المتشددة هناك في مراسلات تنظيمية مع «القاعدة» و«الدولة الإسلامية»، ما أكسب القضية الفلسطينية مركزيةً خاصة في سرديات التيارات الجهادية على امتداد العالم الإسلامي، بوصفها تمثّل «الجرح المفتوح» و«قضية الأمة».
وتجدر الإشارة إلى أنّ هذه المكانة الرمزية لم تعنِ دائمًا دعمًا فعليًا، بل استُخدمت أحيانًا لتبرير مشروعات عنف أخرى في مناطق بعيدة، مما فاقم من تعقيدات الملف الفلسطيني وجعله متشابكًا مع صراعات القوى الإسلامية الأخرى ومصالحها العابرة للأقطار.
في أبريل 2016، أصدرت الحكومة السعوديّة قرارًا تنظيميًا يُعيد هيكلة صلاحيات هيئة الأمر بالمعروف والنهي عن المنكر – الجهاز التنفيذي الذي يتولّى الرقابة الشرعيّة في الفضاء العام – حيث جُرّدت الهيئة رسميًا من صلاحيات الضبط والتفتيش والملاحقة الميدانية، بما في ذلك إيقاف الأفراد، التحقق من الهويّات، أو القيام باعتقالات مباشرة. وبدلًا من ممارسة صلاحيات تنفيذية ميدانية، طُلب من موظفي الهيئة الاكتفاء برفع البلاغات إلى جهات الضبط النظاميّة، مثل الشرطة العامة أو وحدات مكافحة المخدّرات، على أن تتولى هذه الجهات تقييم الحالة واتخاذ الإجراءات القانونية المناسبة.
هذا التحوّل يُقرأ ضمن أجندة الحوكمة المؤسسيّة التي اعتمدتها المملكة، والتي تستهدف فصل الاختصاصات، وضبط العلاقة بين الجهات الرقابية والتنفيذية بما يتوافق مع مفاهيم المساءلة، إلى جانب محاولة تخفيف الأعباء المجتمعية الناتجة عن التداخل بين السلطة الأخلاقية والسلطة الإجرائية.

## حقبة ما بعد الوهابية

### محمد بن سلمان (2017 – الحاضر)

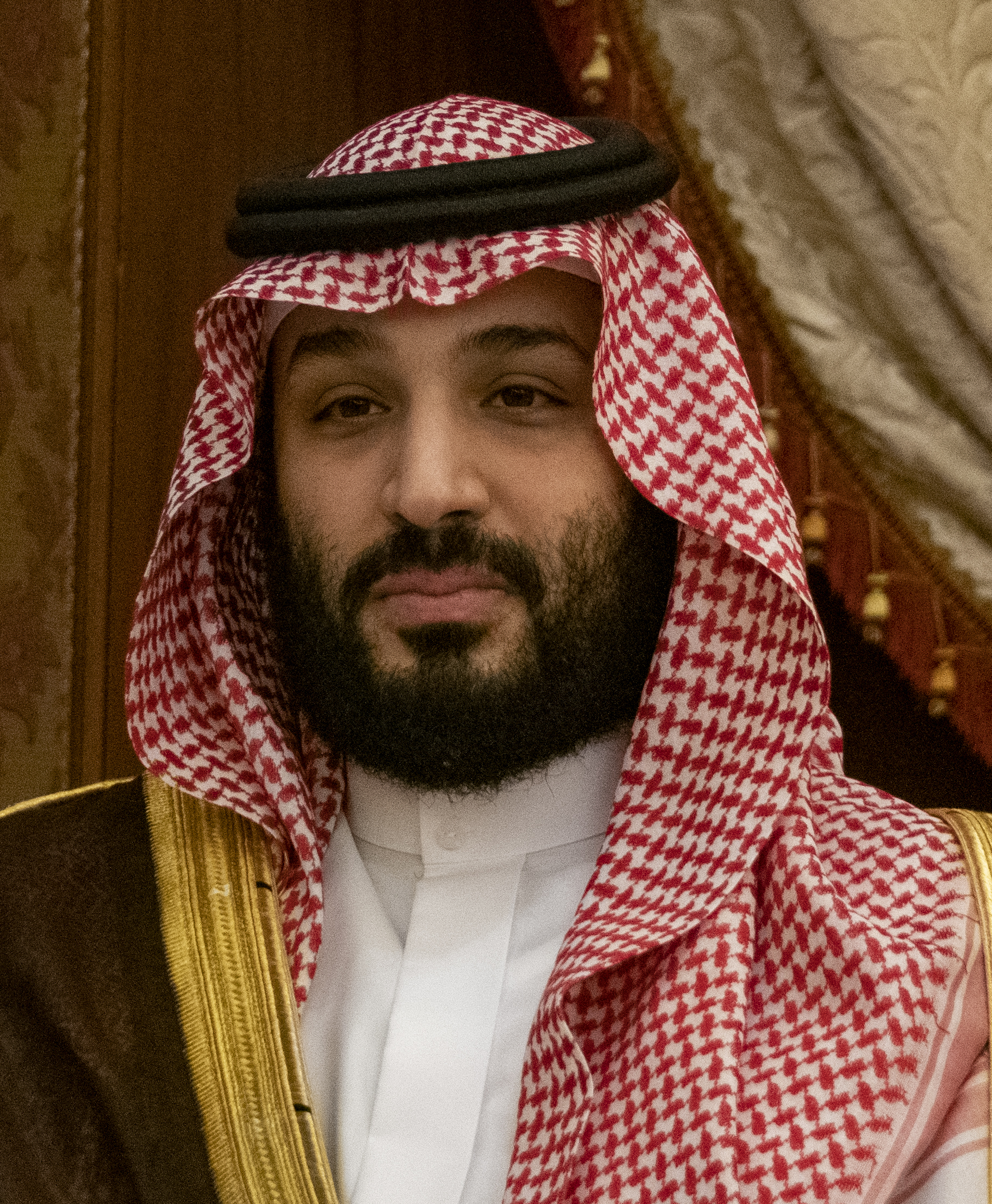
ولي العهد ورئيس مجلس الوزراء محمد بن سلمان بن عبد العزيز ال سعود

أدت التحوّلات والإصلاحات الكبرى التي أطلقها ولي العهد الأمير محمد بن سلمان منذ عام 2017 إلى تسارع التآكل المؤسسي للنفوذ الوهابي في البنية الإدارية والاجتماعية للدولة السعودية، مما دفع العديد من المراقبين إلى وصف هذه المرحلة بأنها بداية "الحقبة ما بعد الوهابية". ففي مقابلة صحفية مع صحيفة ذا غاردين في أكتوبر 2017، صرّح بن سلمان قائلًا:
«ما حدث في الثلاثين عامًا الماضية ليس هو السعودية. ما حدث في المنطقة منذ الثورة الإيرانية عام 1979 هو الذي غيّرنا، حاول الناس نسخ هذا النموذج في مختلف الدول، وكانت السعودية من بينها. لم نعرف حينها كيف نتعامل معه. وقد انتشر هذا الفكر في العالم بأسره. والآن حان الوقت للتخلّص منه.»
في إطار مشروع الإصلاح الإداري والأمني وإعادة هيكلة الرؤية الوطنية، اتخذت الدولة إجراءات لتقليص صلاحيات المؤسّسات الدينية التقليدية، مثل تمكين النساء من القيادة ودخول الملاعب وفتح صالات السينما. كما أشار الكاتب كامل داوود إلى أن محمد بن سلمان يمارس «ضغطًا مباشرًا على المؤسسة الدينية» ويقود عملية مراجعة وتأهيل للمراجع الكبرى في التراث الديني الإسلامي، بما في ذلك تنقيح واعتماد الأحاديث النبوية.
وبحلول عام 2021، باتت مؤشرات الانفصال المنهجي عن الإرث الوهابي واضحة في مجالات التربية، والسياسة، والاقتصاد، والهويّة الوطنية، حيث تمّ التركيز في المنهج التعليمي الجديد على ترسيخ هوية سعودية حديثة، غير مختزلة في السياق الديني، بل منفتحة على عناصر تاريخية وثقافية وفنية محلية وعالمية غير إسلامية.
وفي السياق الإقليمي، شكّلت المؤتمر الدولي حول الإسلام السني في غروزني 2016 — برعاية من الإمارات العربية المتحدة وروسيا — ضربةً دبلوماسية رمزية للشرعية الدينية للرياض حول العالم، حيث أعلن أكثر من 200 عالم من مصر، سوريا، السودان، الأردن، باكستان، المغرب وغيرهم استبعاد الوهابية السلفية من تعريف أهل السنة والجماعة. وقد وصف الصحفي الأمريكي جايمس دروسي المؤتمر بأنه "هجوم مباشر على الوهابية، وعلى التيارات المحافظة الأخرى مثل السلفية والديوبندية".
في موازاة الإصلاحات الاجتماعية، فعّلت الرياض مظلّةً استخبارية دفاعية أعادت من خلالها توزيع الأدوار بين وزارة الداخلية ورئاسة أمن الدولة التي أُعلن عنها سنة 2017، مكلفةً بدمج قدرات الرصد الإلكتروني، والتحليل السلوكي، وتنسيق العمليات مع الشركاء الدوليين لمكافحة التطرف وتمويله. وقد ركزت الهيئة الجديدة على بناء بنك معلومات حركي يغطي التيارات العابرة للحدود، مع تطوير خوارزميات تعقّب للأفراد العائدين من بؤر الصراع وربطها بقواعد بيانات دولية، في إطار «مبدأ الدفاع الاستباقي» الذي تبنّته المملكة بعد 2017.

في مقابلة صحفية مطوَّلة أُجريت في مايو/أيار 2021 شرح ولي العهد السعودي، الأمير محمد بن سلمان، رؤيته لــرؤية السعودية 2030 ودافع عن الشيخ محمد بن عبدالوهاب، مؤكّدًا الحاجة إلى «تجديدٍ مستمر» في فهم النصوص، فقال:
«لو كان الشيخ محمد بن عبدالوهاب بيننا اليوم، ووجد مَن يلتزم بنصوصه التزامًا أعمى ويغلق باب الاجتهاد ويُقدِّسه، لكان أوّل المعترضين على ذلك. فلا وجود لمدارس فكرية ثابتة ولا لأشخاص معصومين. علينا أن ننخرط في تفسيرٍ دائمٍ للنصوص القرآنية، وكذلك لسنّة النبي صلى الله عليه وسلم…».
أكّد ولي العهد أنّ التطرّف «نقيضٌ لهُوية الإسلام والثقافة السعودية»، وأنّ التنمية لا تقوم في بيئةٍ متشدِّدة؛ موضِّحًا أنّ «الاعتدال» يقوم على الاحتكام إلى القرآن الكريم والسنّة النبوية و«النظام الأساس للحكم» بوصفها المرجعية الدستورية العليا. وأضاف:
«دستورنا هو القرآنُ والسنّةُ ونظامنا الأساسي للحكم، وسيظل كذلك إلى الأبد… دورنا أن نضمن ألا يُصدِر المشرِّع أيَّ قانونٍ يخالف القرآن والسنة، وأن يحفظ أمن المواطن ومصالحه ويعزِّز تطوير الدولة وازدهارها».
حظيت تصريحات محمد بن سلمان ـــ التي نفت صفة «الدولة الوهابية» عن المملكة وروّجت لإحياء الاجتهاد وتقبُّل المذاهب الفقهية الأخرى ـــ بإشادةٍ واسعة في الإعلام العربي والدوائر الليبرالية، وتقاطعت مع دعوات الرئيس المصري عبد الفتاح السيسي لـ«ثورة دينية» (2018). وبعد أيامٍ قليلة، دعا شيخ الأزهر أحمد الطيب إلى «تجديدٍ ديني»، مُحذِّرًا من «تقديس التراث الفقهي ورفعه إلى مرتبة الشريعة الإسلامية ذاتها».
ترى دراساتٌ وبحوثٌ حديثة أن هذه التحوّلات ـــ والتي صاحبتها إعادة هيكلة للمؤسسات الدينية وتعزيز لهوية وطنية «سعودية أولًا» ـــ تدشّن ما يُسمّى «مرحلة ما بعد الوهابية» في المملكة.
على الصعيد الخارجي، عمل الأمير محمد بن سلمان على توظيف التحوّل «ما بعد الوهابي» في صياغة سياسة دينيّة ـ دبلوماسيّة أكثر مرونة؛ إذ كثّفت الرياض مشاركاتها في حوارات الأديان والتحالفات العابرة للمذاهب، وسعت إلى إظهار نموذج «الإسلام السعودي المعتدل» بوصفه شريكًا موثوقًا في مكافحة التطرّف. فعلى مستوى المؤسسات، أُعيد هيكلــة رابطة العالم الإسلامي لتتحول إلى أداة «قوّة ناعمة»؛ فقام أمينها العام محمد العيسى بجولاتٍ ولقاءات متعددة إلى الفاتيكان والقدس الشرقية والغربية وطوكيو ومعسكر أوشفيتس ومؤتمر قرطبة للسلام، مؤكّدًا «رفض الكراهية الدينية بكل أشكالها».
دبلوماسيًّا، يروّج ولي العهد لمبادرة «رؤية 2030» كركيزة للتقارب مع عواصم غربية وشرقية، عبر تعهّدات بتعزيز الحريات الدينية للأقليّات غير المسلمة في المملكة، وإعادة ضبط خطاب المنابر ليواكب المعايير الدوليّة لمكافحة خطاب الكراهية. وتوازِيًا، رسّخت الرياض تعاونها الأمني ضد جماعات العنف العابر للحدود، مؤكّدةً أنّ «الإصلاح الديني الداخلي» عنصرٌ مكمِّل لـ«الشراكات الاستخبارية» مع الولايات المتحدة والاتحاد الأوروبي في إطار مواجهة التنظيمات الجهادية.
هذه المقاربة الدينيّة-الدبلوماسيّة تهدف، بحسب مراقبين، إلى «تحويل الموروث الوهابي من عبءٍ جيوسياسي إلى رأسمال رمزي» يعزّز مكانة المملكة باعتبارها مركزًا لقيادة إسلامٍ وسطيٍّ قادر على بناء الجسور مع الديانات والثقافات الأخرى، مع الحفاظ في الوقت نفسه على مرجعيّة القرآن والسنّة بوصفهما «دستور الدولة».
ربطَ محمد بن سلمان تعديلَه للمنظومة الدعويّة بإستراتيجية تنويع مصادر الدخل بعد النفط؛ فـ«رؤية 2030» تُدرِج إصلاح الخطاب الديني بوصفه شرطًا لخلق مناخ استثماري جاذب للسياحة الدولية والترفيه والثقافة، وهي قطاعات تتطلّب تخفيف القيود الفقهية التقليدية. وقد أُنشئت هيئات مثل الهيئة العامة للترفيه ووزارة السياحة لترويج سرديّة «المملكة المنفتحة» وتدوير رأس المال الرمزي للوهابية داخل اقتصاد الخدمات، الأمر الذي وصفه تقرير صندوق النقد الدولي بأنّه «إعادة تسعير لرأس المال الاجتماعي والديني بما يواكب عصر ما بعد الهيدروكربون». في هذا السياق، شجّعت برامج الخصخصة والشراكة مع القطاع الخاص على ظهور «صناعة حلال» مُنظَّمة، تستند إلى معايير رقابيّة جديدة يراجعها فقهاء «معتدلون» تحت إشراف هيئة الغذاء والدواء، ما يعكس تلاقحًا بين الاقتصاد الليبرالي والتقنين الشرعي المحدث.
تعتمد القيادة السعودية الجديدة على «سرديّة تأسيس موازية» تُبرِز البُعد الوطني فوق الهويّة الأممية للوهابيّة. فقد أُقرَّ «يوم التأسيس» (22 فبراير) عيدًا رسميًّا للاحتفاء بالدولة السعودية الأولى كجذرٍ تاريخي أقدم من تحالف محمد بن سعود–ابن عبد الوهاب، في خطوةٍ وصفها تحليل المجلس الأوروبي للعلاقات الخارجية بأنّها «إزاحة ناعمة للمركزية الدينية إلى هوية وطنية فوق-مذهبيّة». ويتجلّى هذا المنحى في تعزيز شعارات الوطنية في المناهج التعليمية والفعاليات الرياضية الكبرى مثل سباق «فورمولا 1 جدة»، بما يرسِّخ ولاءً قوميًا يتجاوز الانقسامات القبلية والمذهبيّة.
أحدثت «صدمة التحديث» التي قادها ولي العهد محمد بن سلمان إنزياحًا عميقًا داخل الحقل الديني؛ إذ واجهت الجماعات السلفيّة التقليديّة في الداخل السعودي حالة تهديد للهوية تمثّلت في فقدان الامتياز المؤسَّسي، ما أفرز سلوكيات انسحابية لدى بعض أعضاء «هيئة كبار العلماء»، بينما تبنّت تيارات أخرى آلية التأقلم المصلحي عبر إعادة تأويل مفاهيم «السمع والطاعة» بما ينسجم مع خطاب «الوطن أوّلًا». أمّا الجيل الديني الشاب، المتأثّر بثقافة المنصّات الرقمية، فأظهر انفتاحًا ملحوظًا حيث بات يربط الالتزام الروحي بالانتماء الوطني ومشروعات الترفيه لا بالرمزية الوهابيّة الصرفة.
خارج المملكة، اتخذت الجماعات الحركيّة موقف إقصاءي تمظهر في خطاب «خيانة مشروع الأمة»، ما ولّد حالة غضب جمعي تجسّدت في هاشتاغات تدعو إلى مقاطعة الفعاليات السعوديّة. في المقابل، أظهرت تيارات السلفيّة «الهادئة» في الخليج والمغرب العربي إعادة تموضع، معتبرة الإصلاحات تتوافق مع مقاصد الشريعة في جلب المصالح ودرء المفاسد.
أمّا الجماعات الجهادية العابرة للحدود خصوصًا في سوريا والعراق فقد اختبرت ارتجاجًا أيديولوجيًّا بعد خسارتها سردية «الحاضنة الوهابيّة» ضد التيارات العلمانية والشيعية؛ ففسّرت الانفتاح السعودي كدليل على «نبوءة زوال دولتهم» بحسب بياناتٍ نشرها تنظيم «حراس الدين». هذا الانزياح دفعها إلى محاولة ترميم الشرعية عبر استدعاء خطاب «الطائفة المنصورة» ومهاجمة «الوطنية الوثنية».
في فلسطين، عاشت حركتا «حماس» و«الجهاد الإسلامي» حالة إرباك بين حاجتهما للدعم المالي وبين خوفهما من ذوبان هوية المقاومة في السعودية ضمن «سردية الرياض السياحية» والإنفتاح الداخلي على الغرب. وقد انعكس ذلك في خطاب مزدوج: تهنئةٌ دبلوماسية للمملكة على «الريادة»، يقابلها تشكيك داخلي في جدوى «الإسلام المنفتح».

## فهرس
- Algar، Hamid (2002). Wahhabism: A Critical Essay. Oneonta, NY: Islamic Publications International. ISBN:188999913X.
- Commins، David (2006). The Wahhabi Mission and Saudi Arabia (PDF). London: I.B. Tauris. ISBN:978-184511-0802. مؤرشف من الأصل (PDF) في 2025-05-02.
- Commins، David (2009). The Wahhabi Mission and Saudi Arabia (ط. Revised). London: I.B. Tauris. ISBN:9780857731357.
- Commins، David (2015). "From Wahhabi to Salafi". في Haykel، Bernard؛ Hegghammer، Thomas؛ Lacroix، Stéphane (المحررون). Saudi Arabia in Transition: Insights on Social, Political, Economic and Religious Change. New York: Cambridge University Press. ص. 151–66. DOI:10.1017/CBO9781139047586.011. ISBN:978-1139047586. مؤرشف من الأصل في 2016-06-27. اطلع عليه بتاريخ 2021-06-25.
- DeLong-Bas، Natana J. (2004). Wahhabi Islam: From Revival and Reform to Global Jihad. New York: Oxford University Press. ISBN:0195169913.
- DeLong-Bas، Natana J. (2007). Wahhabi Islam: From Revival and Reform to Global Jihad. I.B. Tauris. ISBN:978-1845113223. مؤرشف من الأصل في 2023-05-09.
- Esposito، John، المحرر (2003). The Oxford Dictionary of Islam. Oxford: Oxford University Press. DOI:10.1093/acref/9780195125580.001.0001. ISBN:0195125584.
- Halverson، Jeffry R. (2010). Theology and Creed in Sunni Islam: The Muslim Brotherhood, Ash'arism, and Political Sunnism. Palgrave Macmillan. ISBN:978-0230106581. مؤرشف من الأصل في 2025-04-29.
- Kepel، Gilles (2002). Jihad: The Trail of Political Islam. ترجمة: Anthony F. Roberts (ط. 1st English). Cambridge, MA: Harvard University Press. ISBN:0674-008774.
- Kepel، Gilles (2004). The War for Muslim Minds: Islam and the West. Harvard University Press. ISBN:978-0674-015753.
- Kepel، Gilles (2006). Jihad: The Trail of Political Islam. ترجمة: Anthony F. Roberts (ط. New). I.B. Tauris. ISBN:978-1845112578.
- Lacey، Robert (1981). The Kingdom: Arabia and the House of Sa'ud. New York and London: Harcourt Brace Javonoich.
- Lacey، Robert (2009). Inside the Kingdom: Kings, Clerics, Modernists, Terrorists, and the Struggle for Saudi Arabia. Viking. ISBN:978-0670-021185.

1. ↑  [1][2][3][4]